# Monospace (véhicule)
Pour les articles homonymes, voir Monospace.
 (août 2019).
Si vous disposez d'ouvrages ou d'articles de référence ou si vous connaissez des sites web de qualité traitant du thème abordé ici, merci de compléter l'article en donnant les références utiles à sa vérifiabilité et en les liant à la section « Notes et références ».
Un monospace, aussi appelé mini-fourgonnette (Canada francophone), minivan (États-Unis) ou encore MPV (multi-purpose vehicle : véhicule multi-usage), était, au départ, une automobile ne comportant généralement qu'un seul volume (dépourvu de différenciation entre les parties avant, centrale et arrière), destiné avant tout à un usage familial (carrosserie "monocorps") mais bénéficiant d'une carrosserie plus volumineuse, généralement plus haute, que celle d'un break.

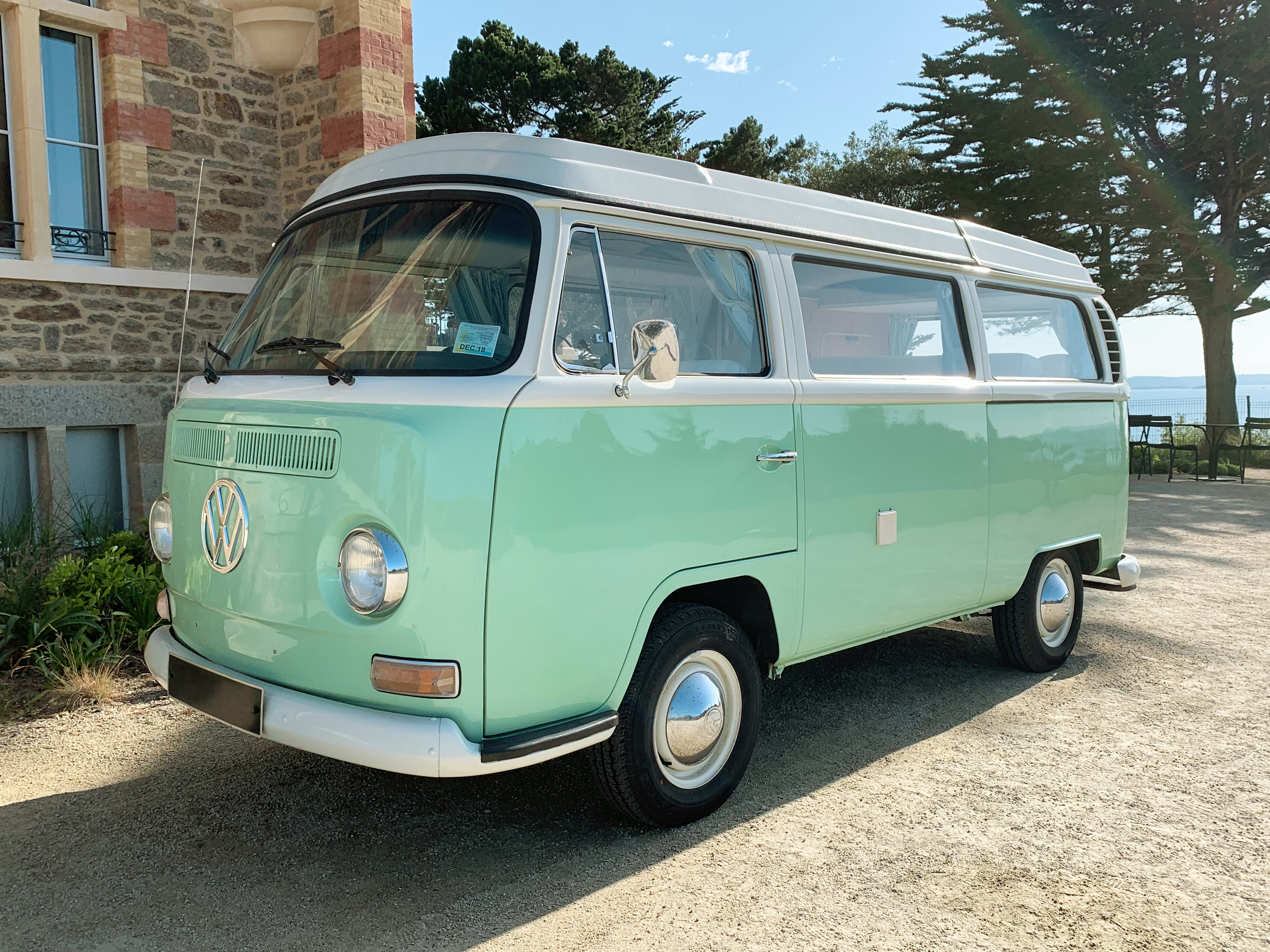
VW Combi (1947).

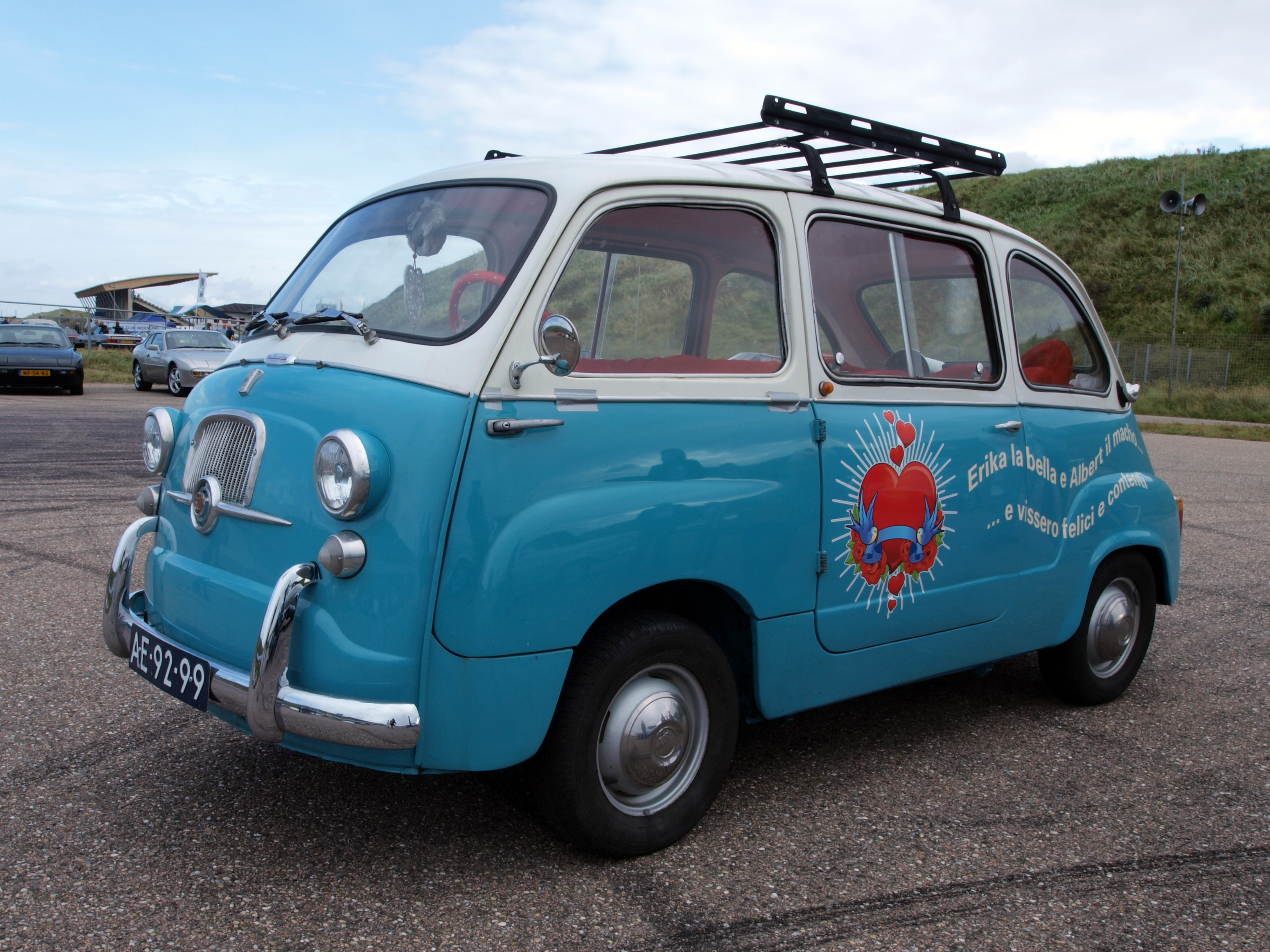
Fiat 600 Multipla (1957).

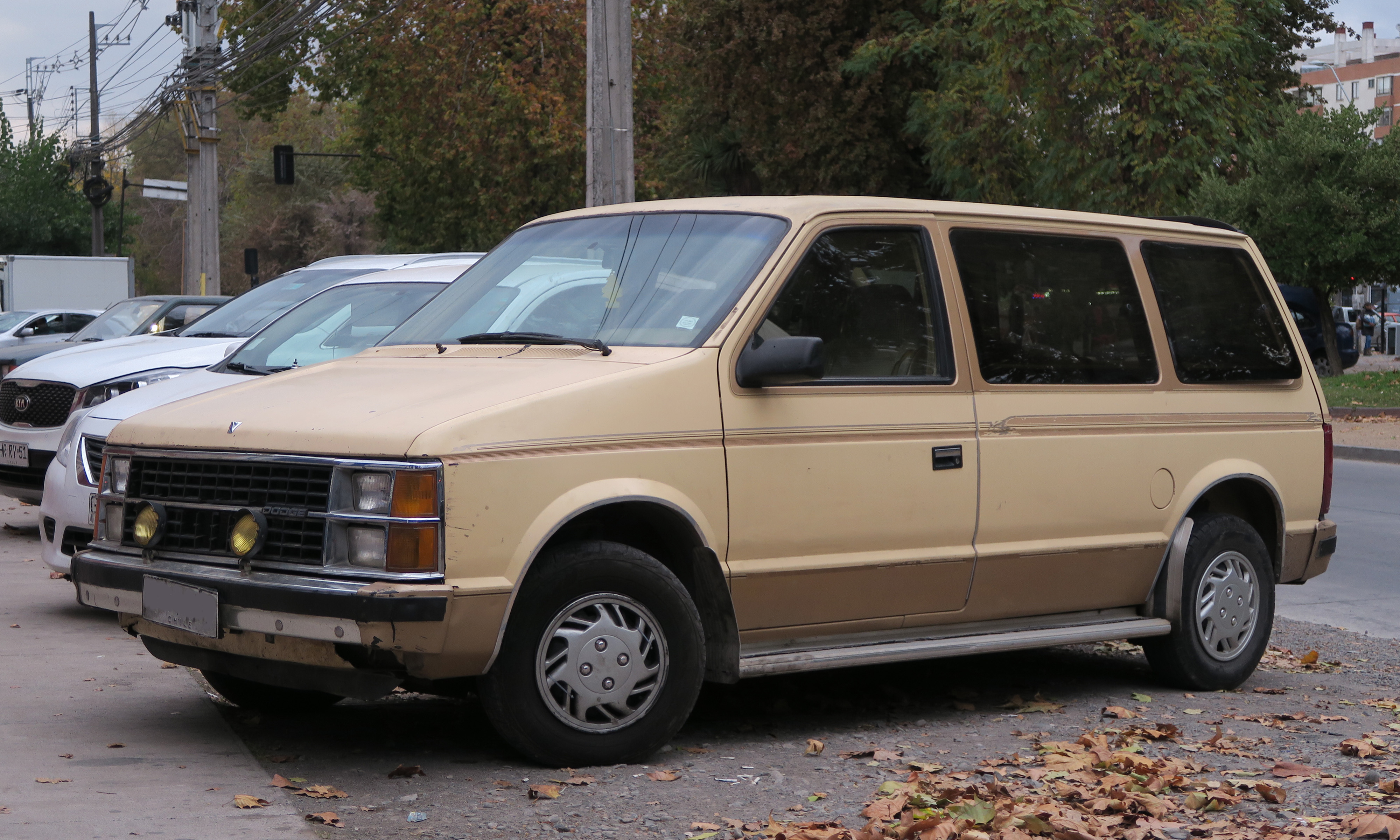
Dodge Caravan (1983).

## Histoire
Le Combi VW, commercialisé avec succès en 1947, présente déjà nombre des caractéristiques d'un monospace, notamment par sa structure, sa modularité et sa facilité d'entretien.
Le premier monospace construit en grande série est la Fiat 600 Multipla, lancée en 1956. C'est un petit véhicule original et économique qui dispose de six places disposées sur trois rangs, pour une longueur de seulement 3,5 mètres et un empattement de seulement 2,0 mètres. Fiat la remplace en 1965 par un dérivé de sa berline Fiat 850, la 850 Pulmin.
Dans les années 1980, ce type de carrosserie est popularisé aux États-Unis par les Dodge Caravan et Plymouth Voyager puis, peu de temps après, en Europe par le Renault Espace.

## Définition
Un monospace est un véhicule monocorps comportant au minimum cinq sièges, souvent distincts, mais certains grands monospaces peuvent aller jusqu'à huit ou neuf sièges. La Ssangyong Rodius peut même comporter jusqu'à onze sièges sur certains marchés.
Des petits véhicules monocorps tels que la Renault Twingo I ou la Chevrolet Matiz ne sont pas considérés comme des monospaces, même si, dans le cas de la Twingo, la modularité est, plus ou moins, présente. Le fait est que dans l'extension de sa définition première, le monospace est un véhicule familial, et non un véhicule citadin. Ainsi, les plus petits véhicules reconnus comme étant des monospaces de nos jours font partie du segment B (exemple : Opel Meriva, parfois aussi appelé minispace).

## Origines

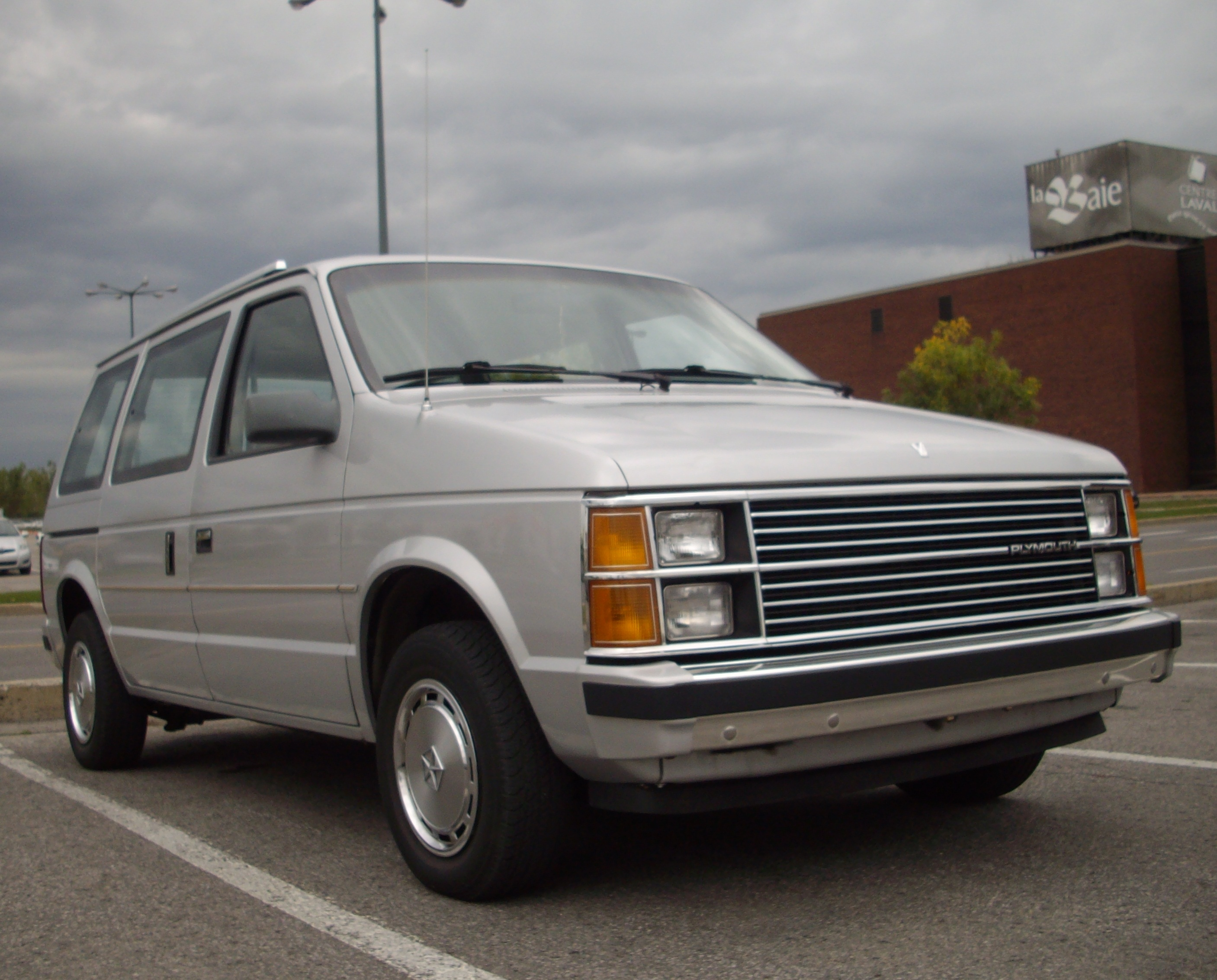
Plymouth Voyager I, sorti en 1983.

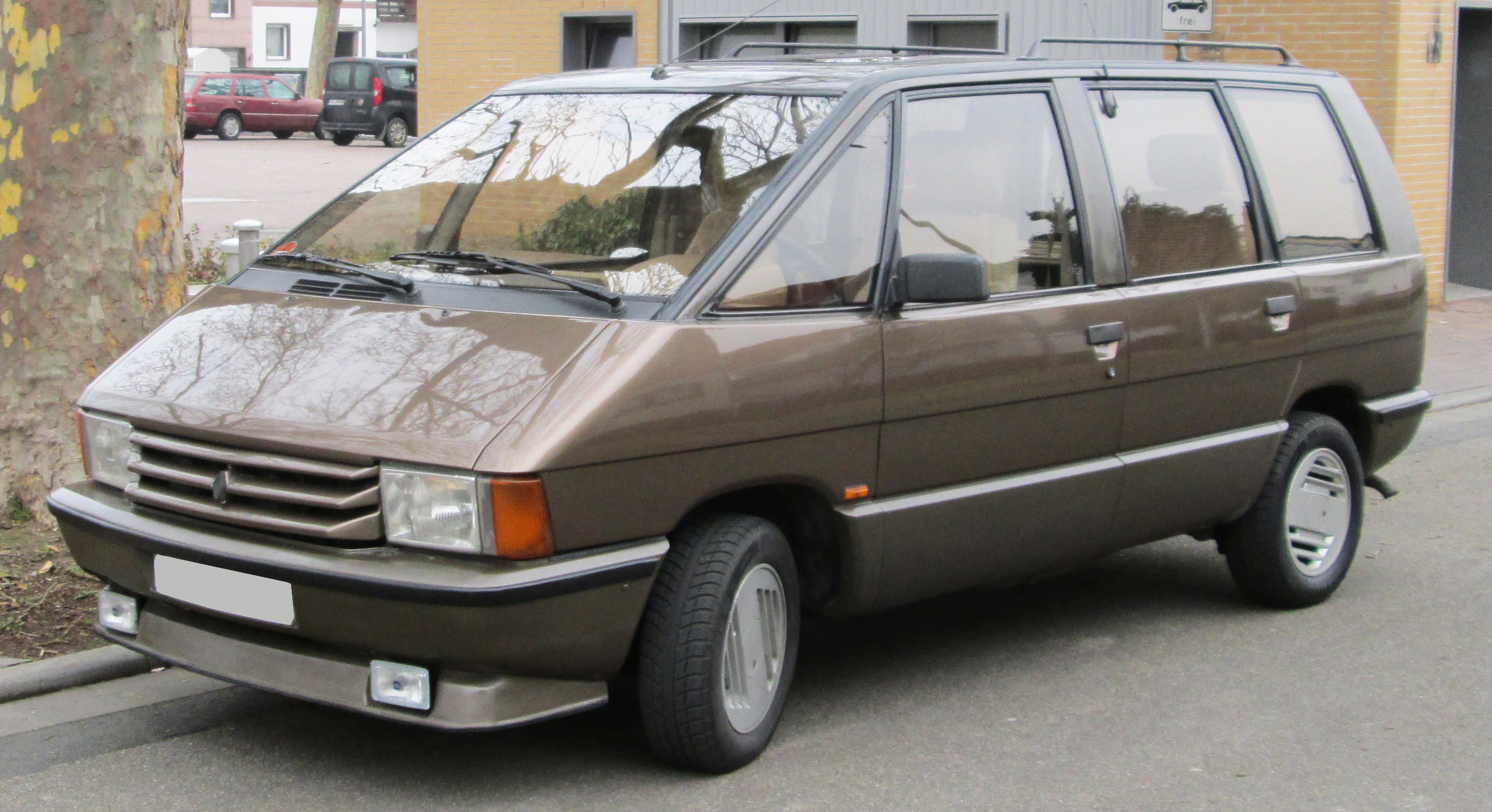
Renault Espace I, sorti en 1984.

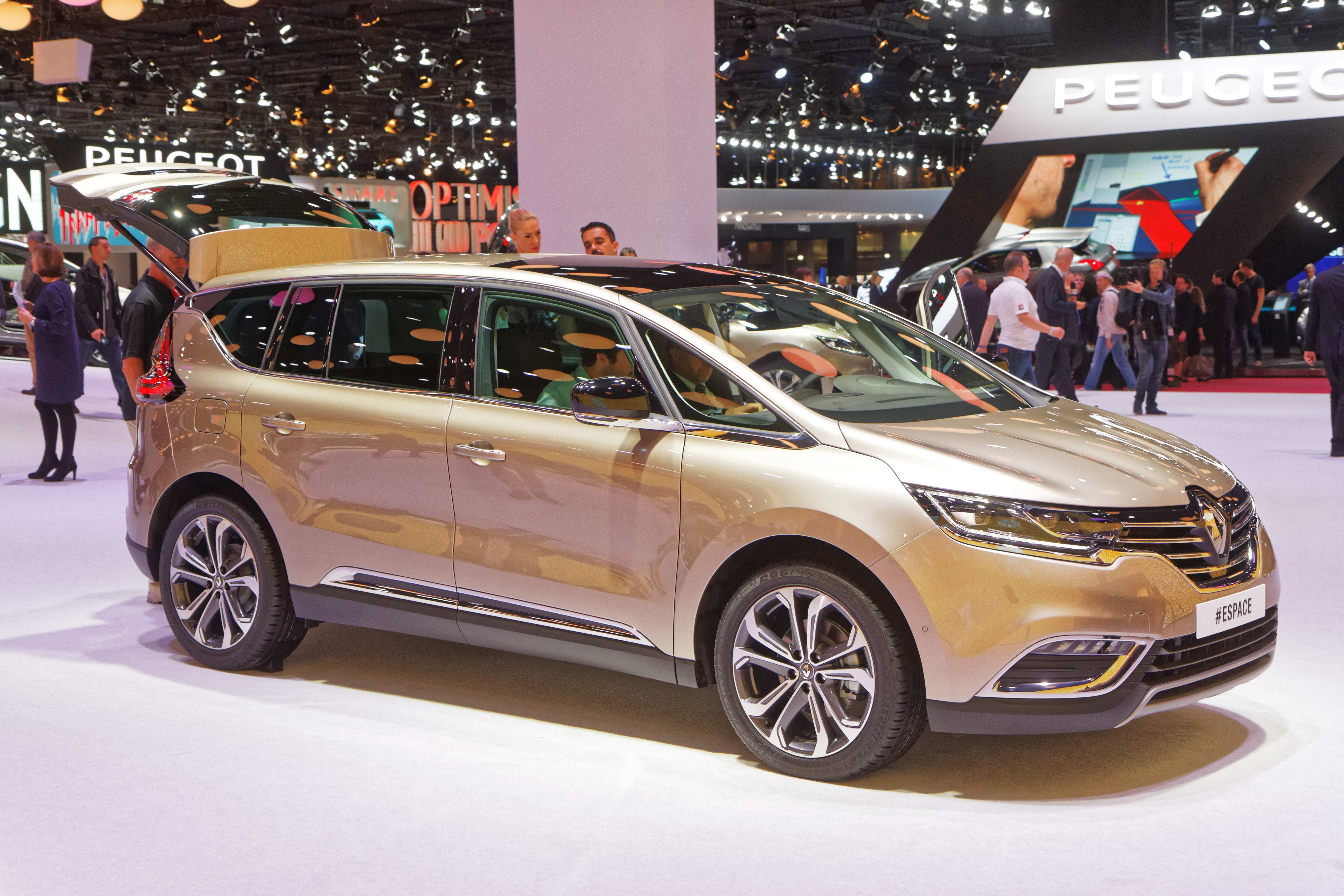
Renault Espace V, sorti en 2015 et successeur du premier Espace de 1984.

L'ancêtre du monospace est le van, originaire des États-Unis. L'idée naquit lorsque Chrysler détenait une part de marché de 45 % dans les vans, grâce à des commodités similaires à celles d'une voiture; les concepteurs et les ingénieurs pensaient tous deux qu'une camionnette plus petite pourrait attirer les familles de breaks familiaux. Il s'agit d'un véhicule utilitaire léger (camionnette) dont l'espace intérieur a été aménagé pour le transport de personnes. Le monospace est une variante plus petite du van (d'où le nom américain minivan), à structure monocoque, et plus familiale. Trois véhicules peuvent revendiquer le titre de précurseur du monospace : le Plymouth Voyager et son cousin le Dodge Caravan, ainsi que le Renault Espace, créé par Matra.
Le concepteur de l'Espace, Philippe Guédon de Matra, a créé le premier prototype en 1979, à la suite d'un voyage aux États-Unis où il découvrit les vans américains et le projet de minivan de Chrysler, c'est-à-dire le monospace Voyager. Revenu ensuite en Europe, il propose le concept de monospace à PSA (refus du projet), puis à Renault, qui le commercialisera en 1984, soit six mois après la sortie du Voyager aux États-Unis (1984). Le prototype du Renault Espace de l'époque laisse d'ailleurs apparaitre beaucoup de similitudes avec la calandre de la Peugeot 604.
L'idée est une conséquence de concepts similaires imaginés chez Toyota (1975) ou Nissan (1978 qui a donné la Nissan Prairie en 1983), eux-mêmes reprenant le principe lancé par Volkswagen en 1950 avec la Caravelle qui était une camionnette aménagée.
L'idée de base du design du "monovolume" du Renault Espace est assez similaire à celle du TGV de l'époque. De même que le Nissan Prairie présente des similitudes évidentes avec l'équivalent japonais du TGV.
L'Espace se distinguait des familiales et autres breaks de l'époque par une importante modularité interne. Conçue à l'origine dans la lignée de la Matra Rancho (précédente collaboration de Matra avec Simca), le projet est abandonné et Guédon se tourne alors vers Renault qui lui insuffle une orientation plus haut-de-gamme. Après un lancement en demi-teinte en 1984 le véhicule fabriqué par Matra et commercialisé par Renault conquiert le marché européen et crée un segment à part entière.
Aux États-Unis, Chrysler présente ses Dodge Caravan et Plymouth Voyager dès le mois de mars 1983, lance leur production en novembre et les met en vente au mois de janvier 1984, Chevrolet et Ford ne sortant leur modèle Astro et Aerostar qu’en 1985. Une version longue apparaît en 1987 (Grand Caravan / Grand Voyager), et à partir de 1988 Chrysler importe en Europe, sous sa marque, la version courte en utilisant le nom de Voyager. Son succès s'explique par les différentes innovations propres à la marque, comme le système "Stow 'n Go", permettant de ranger les sièges dans le plancher et ce, d'une seule main.
Le Caravan/Voyager peut être considéré comme le premier modèle de monospace dans le monde. Par contre il n'est importé en Europe qu'après la sortie du Renault Espace,, de plus, les caractéristiques de l'Espace l'éloignant beaucoup plus du van, c'est donc ce dernier qui est souvent perçu comme précurseur, en Europe.

## Évolution

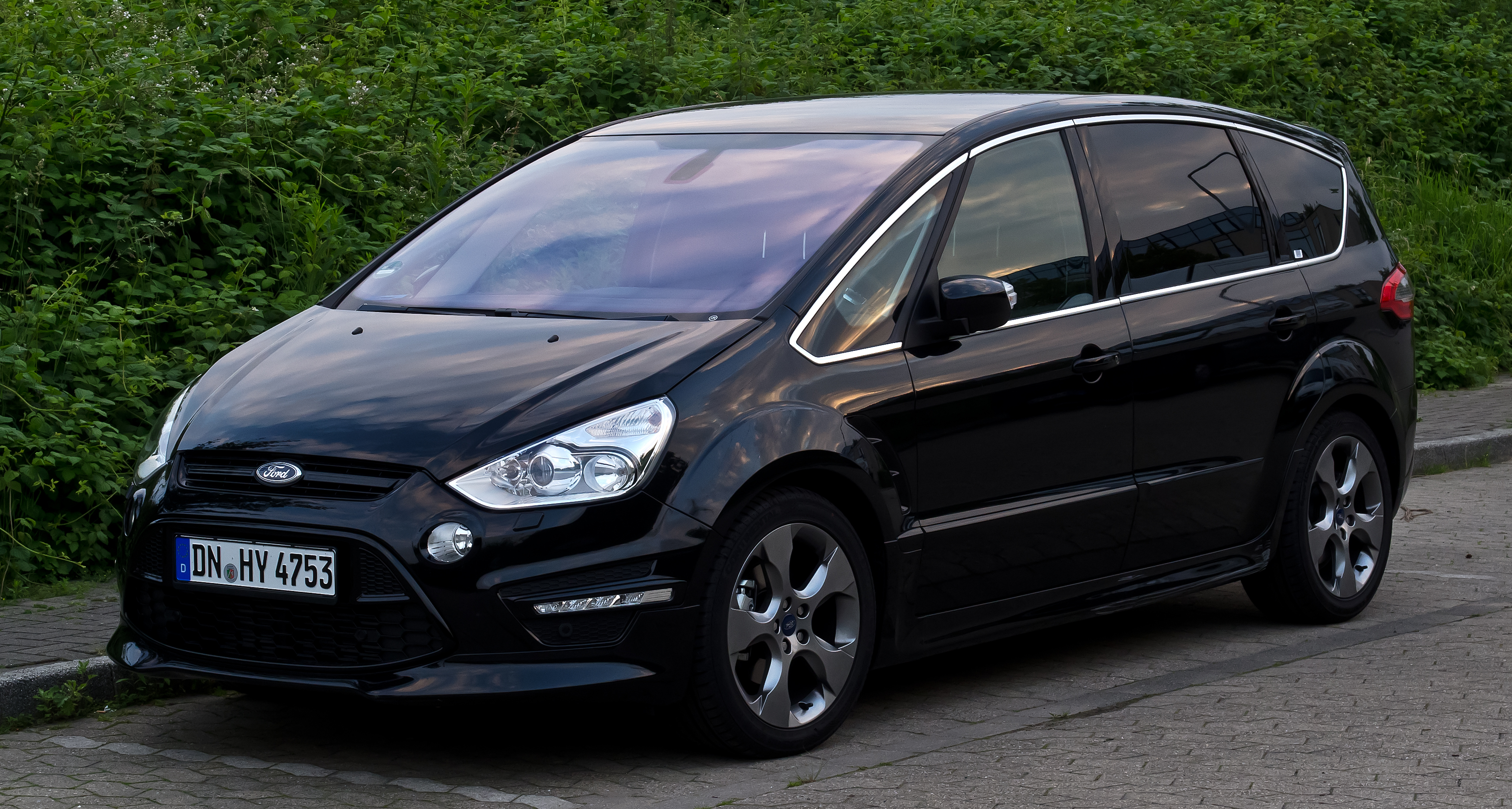
Ford S-Max I.

Progressivement, la plupart des constructeurs généralistes étoffent leur gamme avec un modèle de ce type. La niche est d'autant plus alléchante que la valeur perçue est élevée, les prix supérieurs et par conséquent les marges souvent supérieures à une berline traditionnelle.
Sur le marché nord-américain, Mazda lance ainsi son MPV en 1989, General Motors ses Chevrolet Lumina APV, Oldsmobile Silhouette, et Pontiac Trans Sport en 1990. La même année, Toyota met sur le marché le Previa, premier vrai monospace de la marque, après divers modèles dérivées de camionnettes. Nissan présente son Serena au Tokyo Motor Show de 1989, commercialisé à partir de 1991 au Japon, 1993 en Europe, dont la carrosserie sera utilisée également, et entre autres, pour le Mitsubishi Space Gear de 1994. En Europe, mis à part le Chrysler Voyager, importé depuis 1984, il faudra attendre 1994 et l'arrivée des jumeaux Citroën Evasion, Fiat Ulysse, Lancia Zeta et Peugeot 806, pour que le Renault Espace ait une réelle concurrence. L'année suivante, Ford et VAG mettront sur le marché, les Galaxy, Alhambra et Sharan, conçus eux aussi en commun par les deux groupes.
Renault conservera néanmoins son avance sur le segment, en lançant en 1996, le Renault Mégane Scénic, premier monospace compact d'un constructeur automobile européen, et premier modèle de ce segment à connaître le succès en Europe. Les japonais avaient déjà proposé des monospaces plus compacts que les grands monospaces en Europe, comme le Nissan Prairie ou le Mitsubishi Space Runner, qui n'avaient pas fait d'éclats. C'est bien Renault qui crée le segment des monospaces compacts en tant que tel, en en définissant les codes et en le rendant en quelques années incontournable en Europe. La création de ce nouveau segment entrainera la venue de la plupart des constructeurs généralistes présents sur le vieux continent, avec les Fiat Multipla, Opel Zafira, Citroën Xsara Picasso, Chrysler PT Cruiser, Volkswagen Touran, Ford Focus C-Max, etc. Dérivés pour la plupart de berlines compactes, les monospaces compacts deviennent peu à peu des modèles distincts, comme le montre l'abandon du nom Mégane pour le Scenic et du nom Focus pour le C-Max ou au bout de quelques années. Les monospaces compacts représentent dans les années 2000 et 2010 l'essentiel des ventes de monospaces en Europe.
Représentant à peine plus de 1 % des ventes de voitures particulières en France en 1990, les monospaces totalisent en 2004 plus de 20 % de ce marché. Cette tendance s'affirme un peu partout en Europe dans les années 2000. Ce type de véhicules voit progressivement sa part de marché se réduire à partir de la fin des années 2000, d'abord aux États-Unis puis en Europe. Ils sont concurrencés par les SUV et autres crossovers, qui entendent allier habitabilité et design tendance. Ce phénomène s'observe partout à travers le monde, même si l'effacement des monospaces est moins marqué en Asie orientale.
Dans les années 2020, très peu de monospaces subsistent en Europe, où la plupart du marché a été récupéré par les SUV. La tendance est au remplacement des monospaces par des SUV et parfois par des véhicules utilitaires aménagés en véhicules de tourisme, à la manière des "ludospaces". Ces dérivés d'utilitaires s'embourgeoisent afin de combler le vide laissé par les monospaces. Ils permettent aux constructeurs de continuer de proposer des véhicules familiaux axés sur l'habitabilité, tout en réduisant leurs gammes (et donc leurs coûts), les monospaces étant devenus difficiles à rentabiliser. De nombreux constructeurs font le choix de remplacer leurs monospaces par ce type de véhicules. Par exemple, Volkswagen ne remplace pas le Touran, orientant sa clientèle vers le ludospace Caddy Life et les SUV Tiguan et Tiguan Allspace. Le Sharan non plus n'a pas de successeur direct : les véhicules s'en rapprochant le plus étant les dérivés de l'utilitaire Transporter, les Multivan T6.1 et T7 ainsi que l'ID. Buzz. Chez Citroën, on observe le même phénomène, le C4 SpaceTourer (ex-C4 Picasso) ne survivant pas aux C5 Aircross, Berlingo et SpaceTourer. Opel ne remplace pas non plus son Zafira et reprend même l'appellation pour dérivé son nouveau véhicule familial dérivé de l'utilitaire Vivaro, le nouveau Zafira Life.

## Dérivés
Les autres véhicules sont dérivés des monospaces :

### Minispace
Ce terme est parfois amalgamé avec les keijidosha japonaises, lesquelles ne sont en fait en aucun cas des minispaces[pas clair]. Dans cette catégorie se rangent plutôt ceux qu'ils convient d'appeler les "mini monospaces", catégorie représentée par les Opel Meriva, Fiat Idea, Toyota Yaris Verso, Citroën C3 Picasso et Renault Modus, etc. généralement basés sur des citadines polyvalentes et se rapprochant des monospaces compacts.
On peut noter que certains véhicules encore plus compacts que ces minispaces et commercialisés dès les années 1990 disposaient déjà d'attributs de petits monospaces, par exemple la Suzuki Wagon R+ et la Renault Twingo de première génération. La Citroën C3 I était lors de la présentation de son concept car, présenté également comme un mini monospace, nom attribué de par sa carrosserie en forme de demi-cercle[réf. nécessaire].

### Ludospace
Véhicules familiaux dérivés d'utilitaires légers de taille petite ou moyenne. Ce segment a surtout été initié en Europe par les Citroën Berlingo, Peugeot Partner et Renault Kangoo à la fin des années 1990.

### Coupéspace

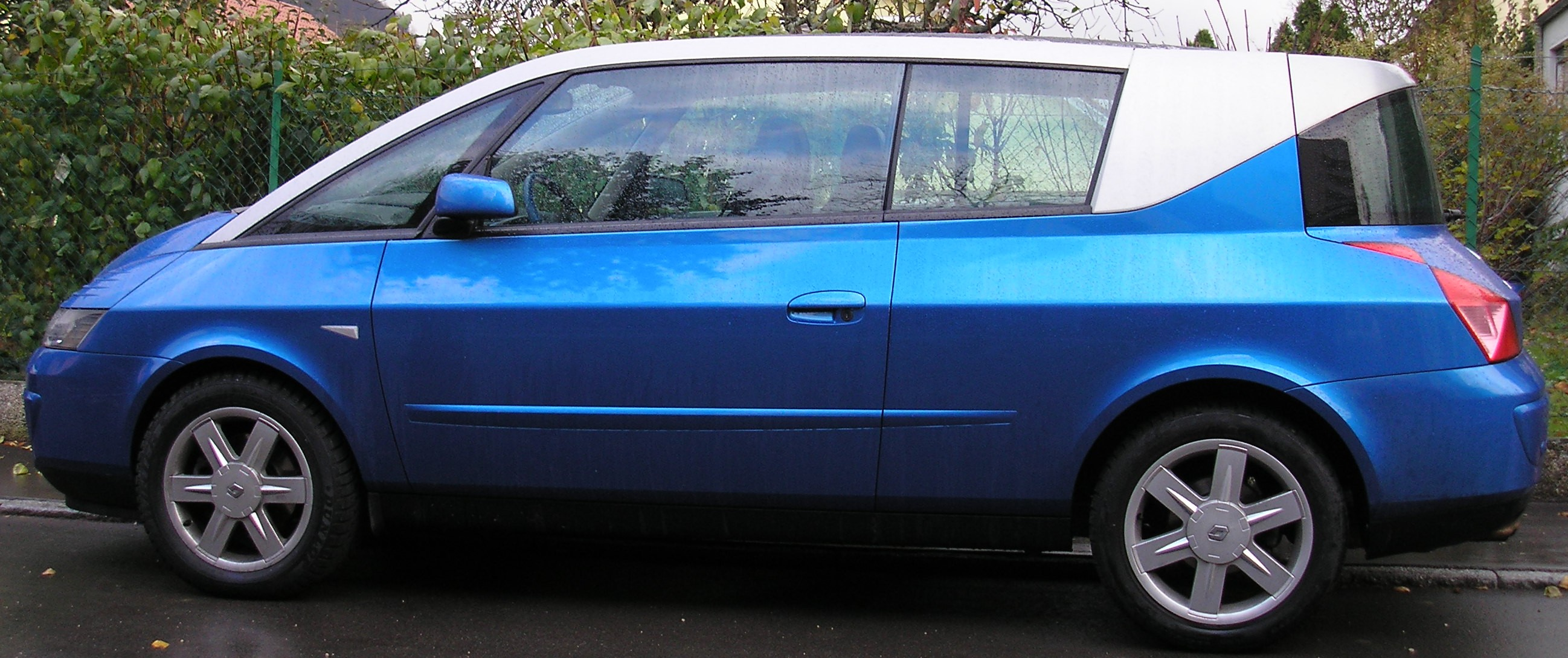
Renault Avantime

Renault Avantime, monospace à trois portes et 4 places, conçu en collaboration avec Matra sur une base de Renault Espace III. Il se révéla être un échec commercial, avec seulement un peu plus de 8 000 exemplaires produits. Le mot coupéspace est un terme commercial inventé par Renault et doit à ce titre davantage être attribué au seul Avantime qu'à une catégorie entière (à ce jour[Quand ?] seulement représentée par l'Avantime). Il peut cependant convenir également à d'autres monospaces à 3 portes, comme la version 3 portes de la Mercedes-Benz Classe A C169, ou encore le Chrysler PT Cruiser cabriolet.

## Exemples

### Petits monospaces
Les petits monospaces ou minispaces sont basés sur des plateformes de citadines polyvalentes.
- Audi A2
- Citroën C3 Picasso
- Changan CX20
- Daihatsu Gran Move
- Daihatsu Sigra / Toyota Calya
- Fiat 500L
- Fiat Idea
- Ford B-Max
- Honda Jazz
- Hyundai ix20
- Kia Soul
- Kia Venga
- Lancia Musa
- Mazda Demio
- Mercedes-Benz Classe A (Type 168) / (Type 169)
- Nissan Cube
- Nissan Note
- Opel Meriva A
- Peugeot 1007
- Renault Modus
- Renault Triber
- Toyota bB / Daihatsu Materia / Coo / Subaru Dex
- Toyota Verso-S / Subaru Trezia
- Toyota Yaris Verso
- Volkswagen Suran
- Volkswagen Fox

Quelques petits monospaces
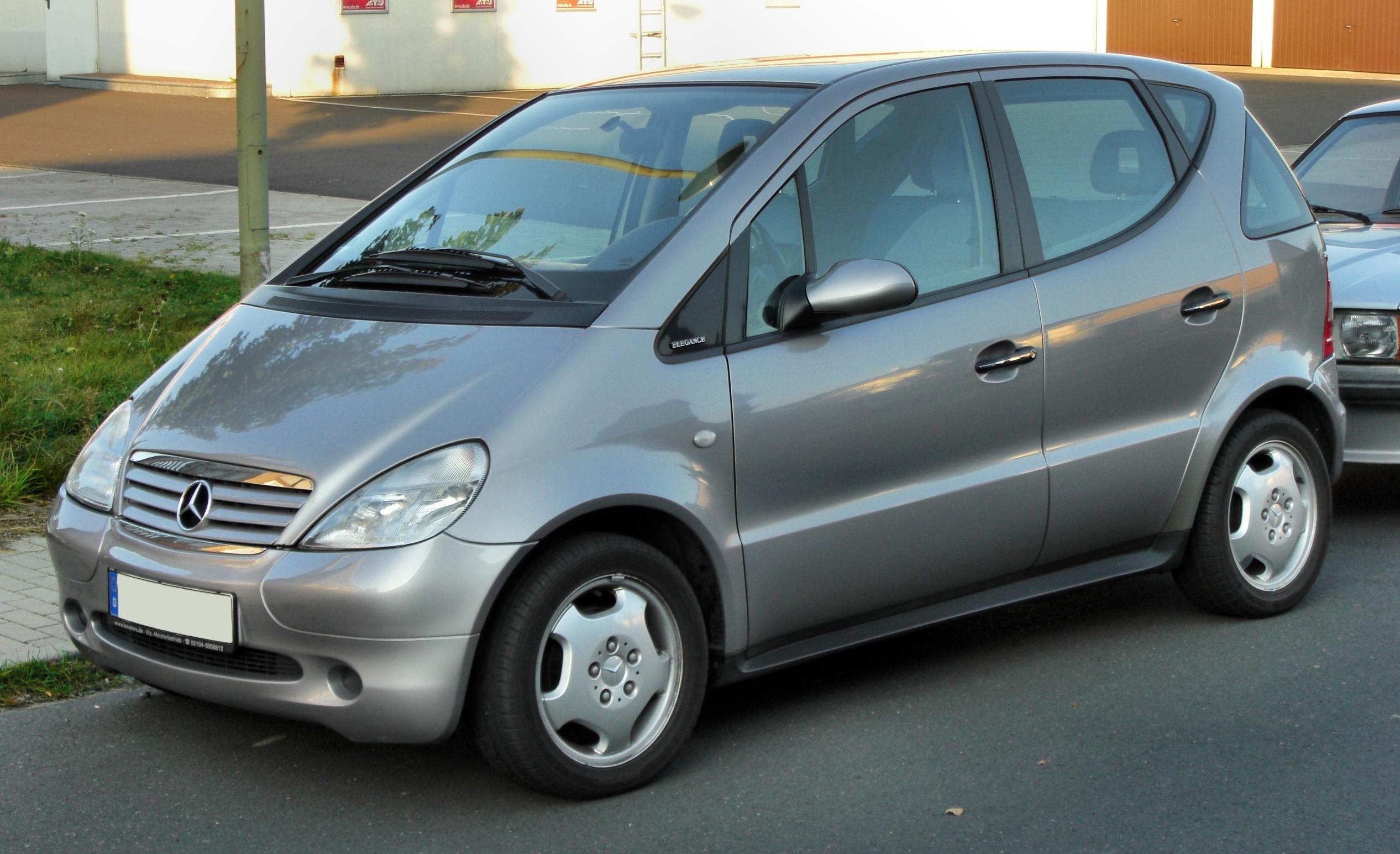
Mercedes Classe A W168.
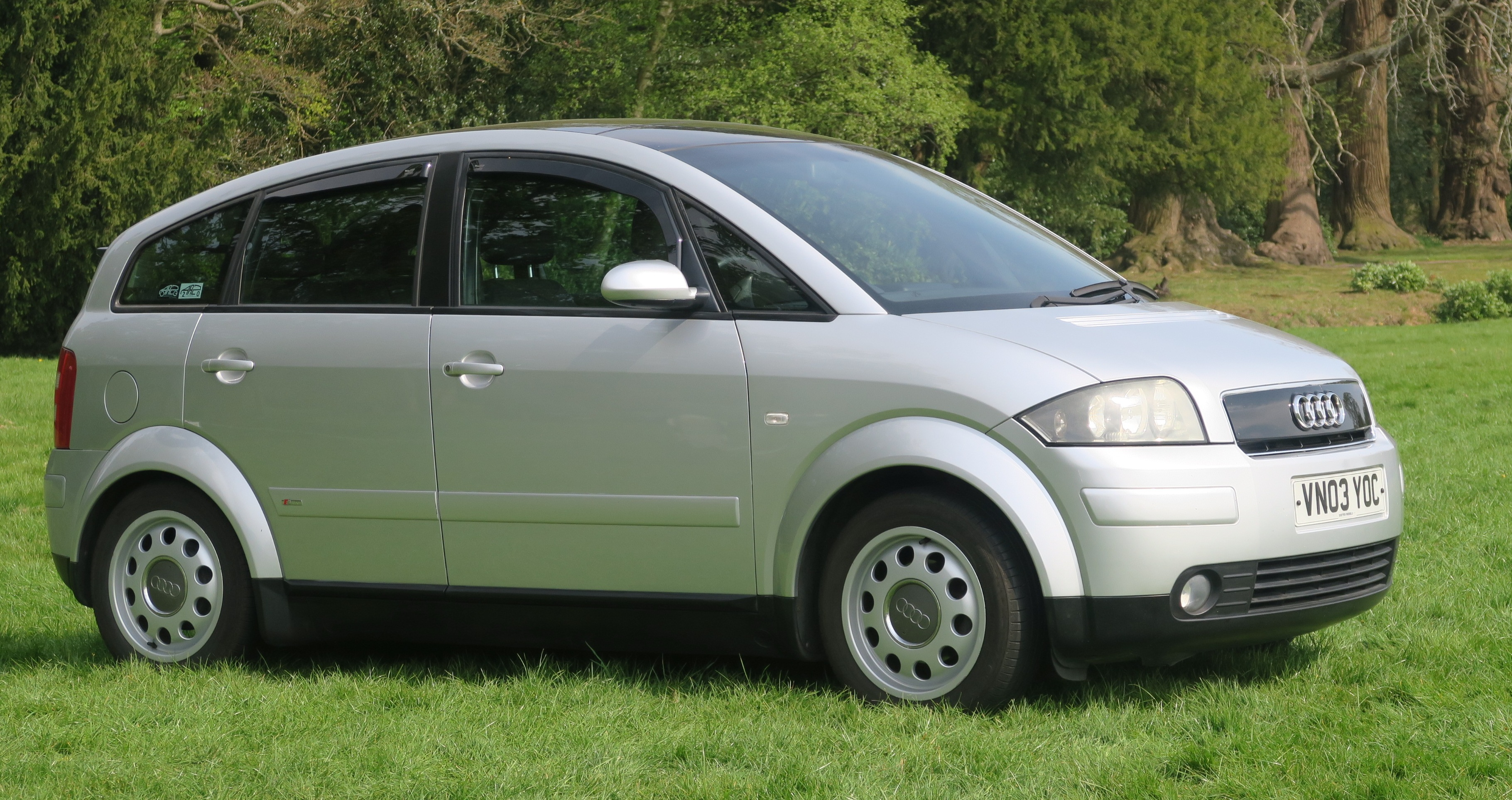
Audi A2.
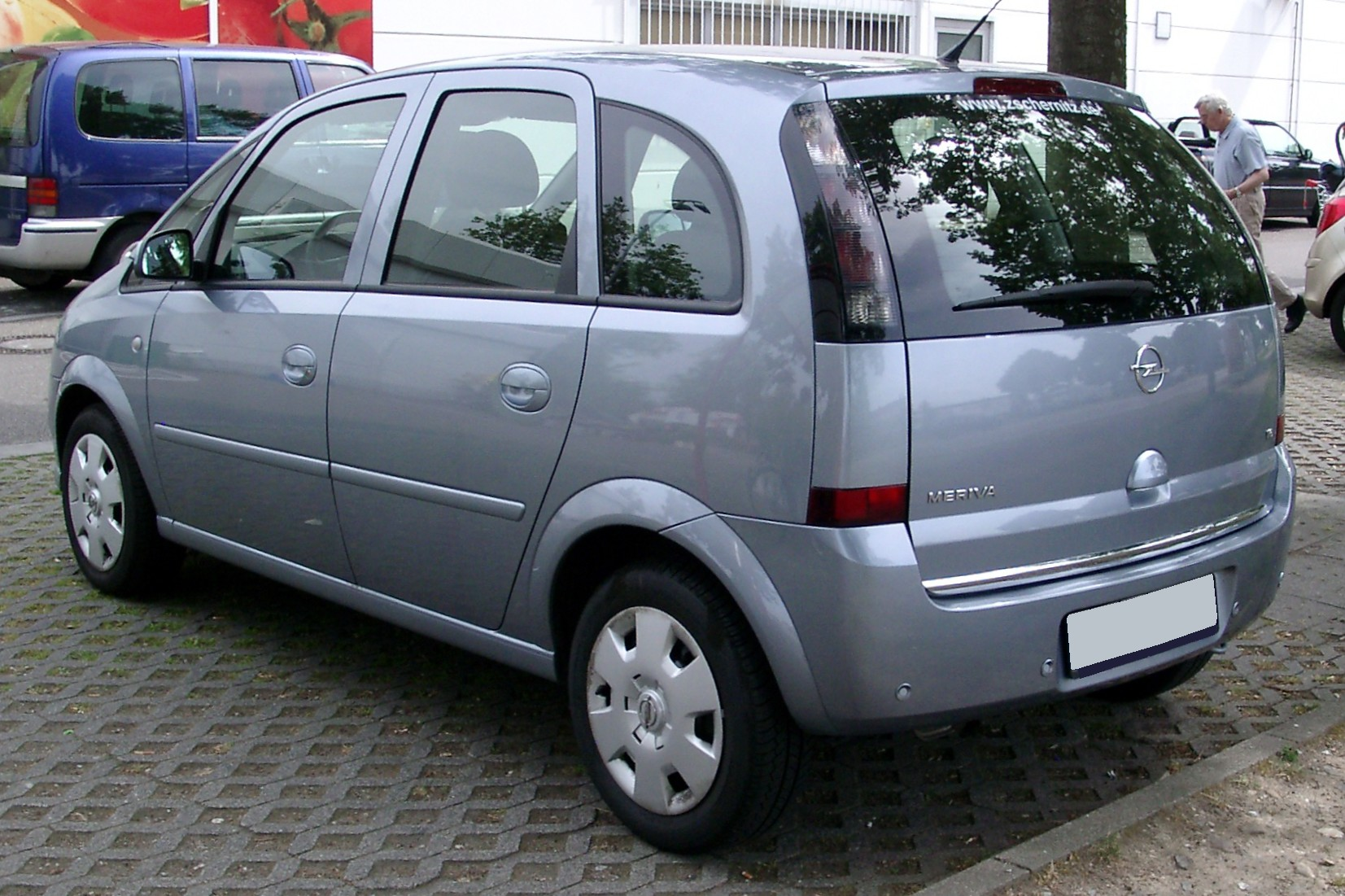
Opel Meriva A.
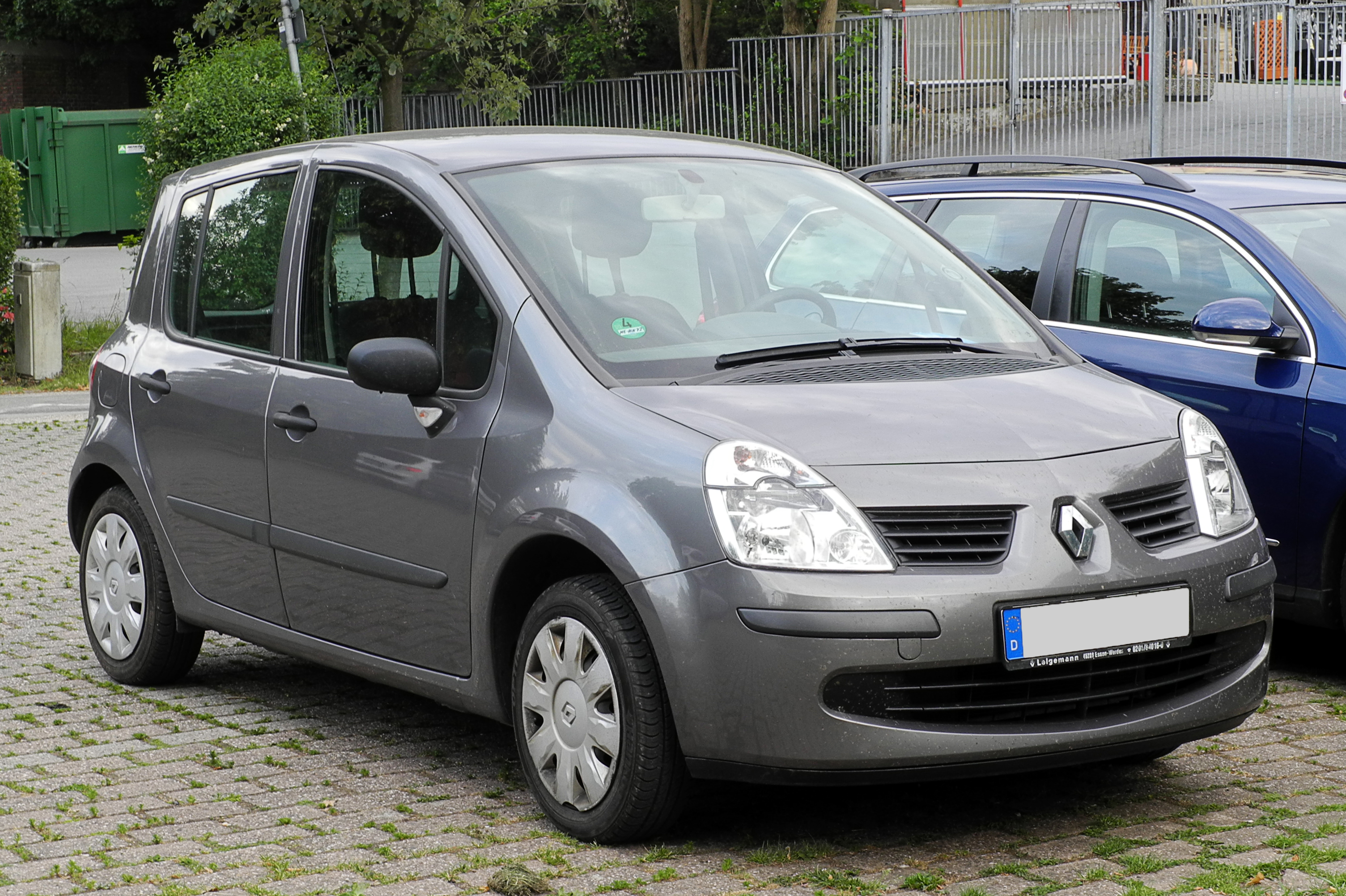
Renault Modus.
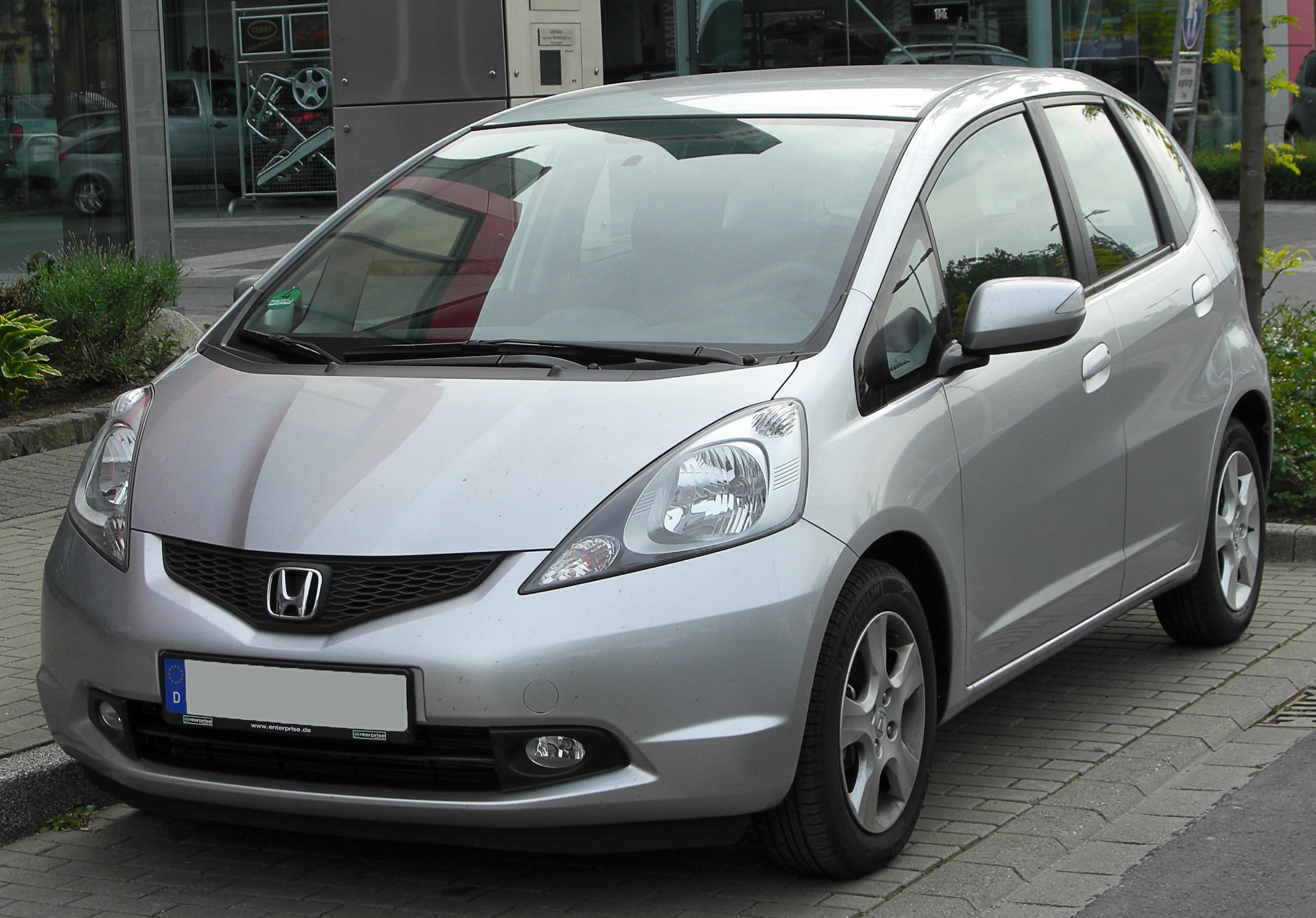
Honda Jazz II.
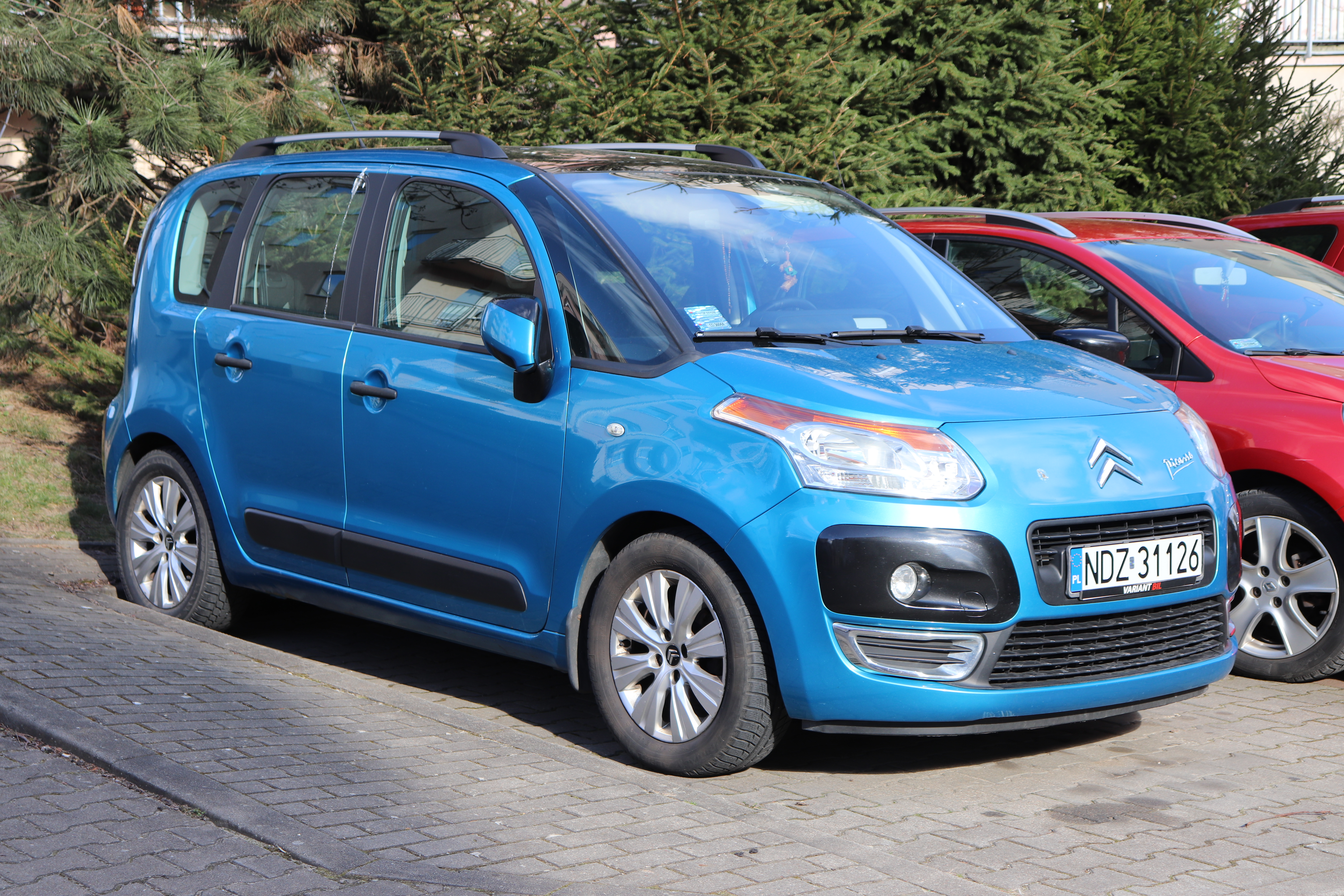
Citroën C3 Picasso.
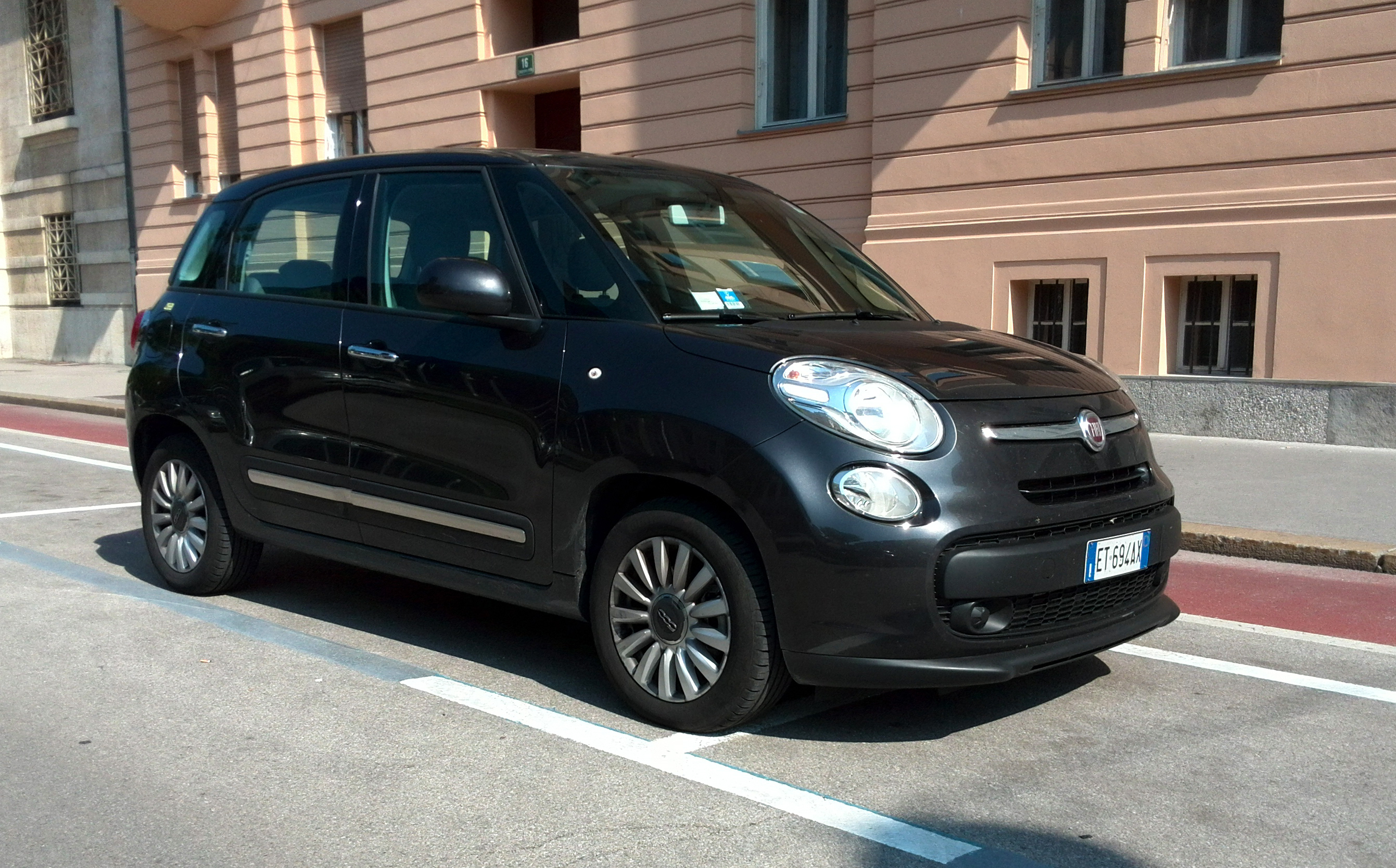
Fiat 500L.

### Monospaces compacts
Les monospaces compacts sont basés sur des plateformes d'automobiles compactes.

#### Versions compactes
Les versions compactes, offrant entre cinq et sept places, ont une longueur généralement inférieure à 4,5 m.
- BYD e6
- Citroën C4 Picasso
- Chevrolet Spin
- Chrysler PT Cruiser
- Bestune NAT
- Daewoo Rezzo / Chevrolet Rezzo
- Dongfeng Fengxing Jingyi X5 I
- Ford C-Max
- Fiat Multipla
- Honda FR-V
- Honda Freed
- Honda Mobilio II
- Hyundai Stargazer
- Isuzu Panther / Chevrolet Tavera
- Landwind Fashion
- Mahindra Marazzo
- Mazda Premacy / Ford Ixion
- Mercedes-Benz Classe B
- Mitsubishi Dion
- Mitsubishi Space Star
- Mitsubishi Xpander / Nissan Livina II
- Nissan Almera Tino
- Nissan Livina I
- Opel Zafira B
- Renault Scénic
- Seat Altea
- Suzuki Ertiga / Mazda VX-1 / Proton Ertiga / Toyota Rumion
- Suzuki Liana
- Toyota Avanza / Daihatsu Xenia / Toyota Veloz
- Toyota Corolla Verso
- Toyota Nadia
- Toyota Raum
- Toyota Verso
- Volkswagen Golf Plus
- Volkswagen Golf Sportsvan
- Volkswagen Touran

Quelques monospaces compacts
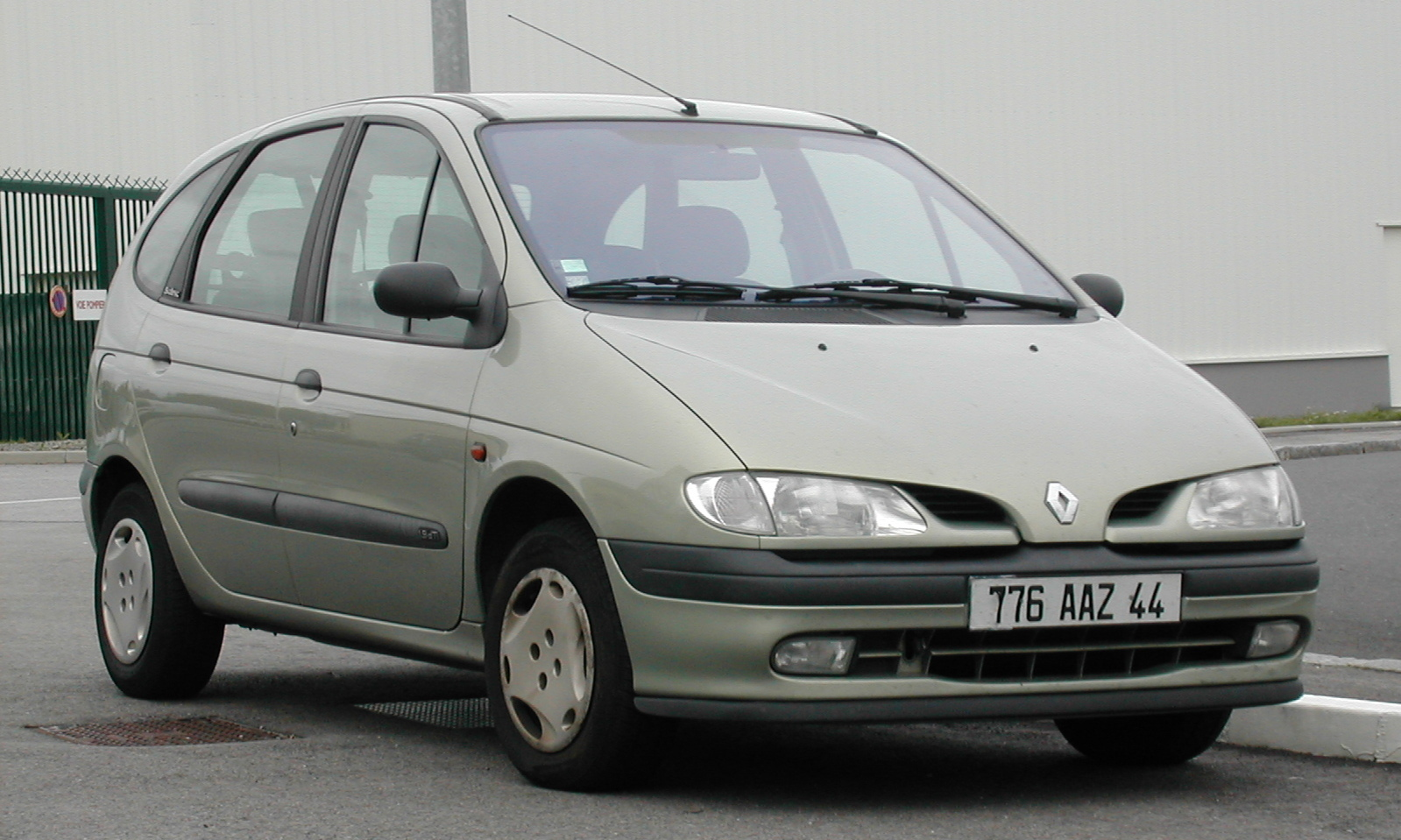
Renault Mégane Scénic
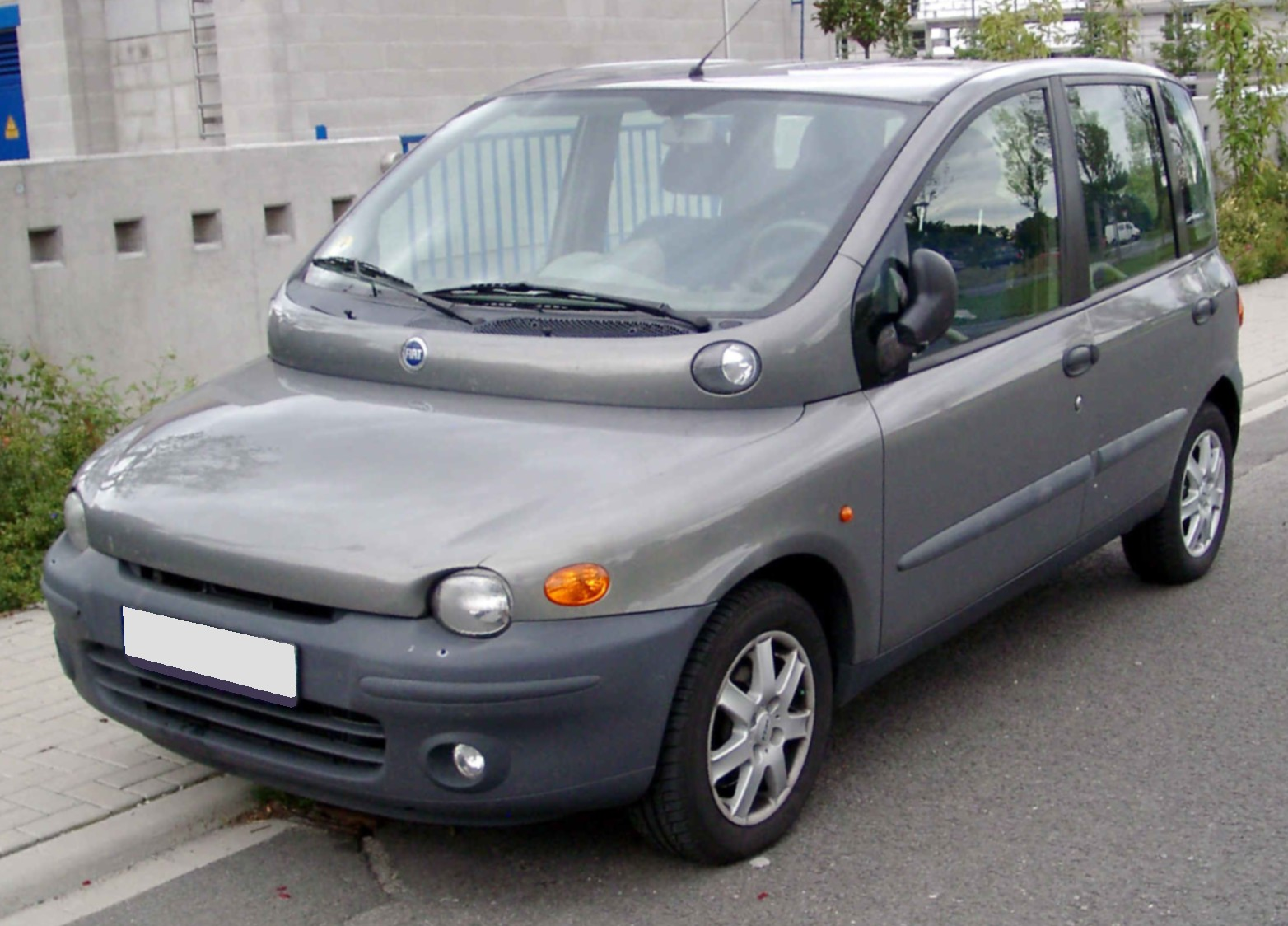
Fiat Multipla
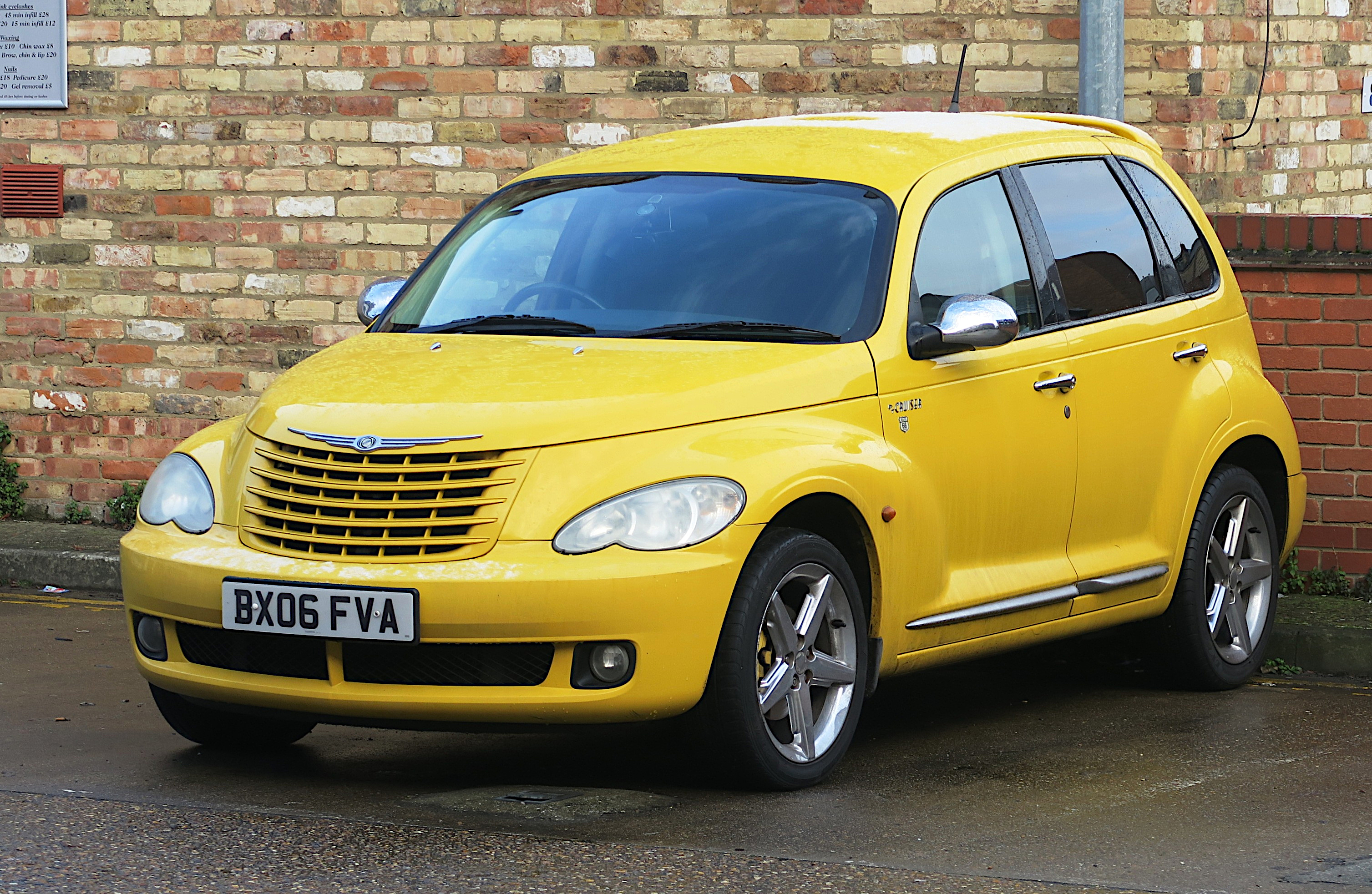
Chrysler PT Cruiser
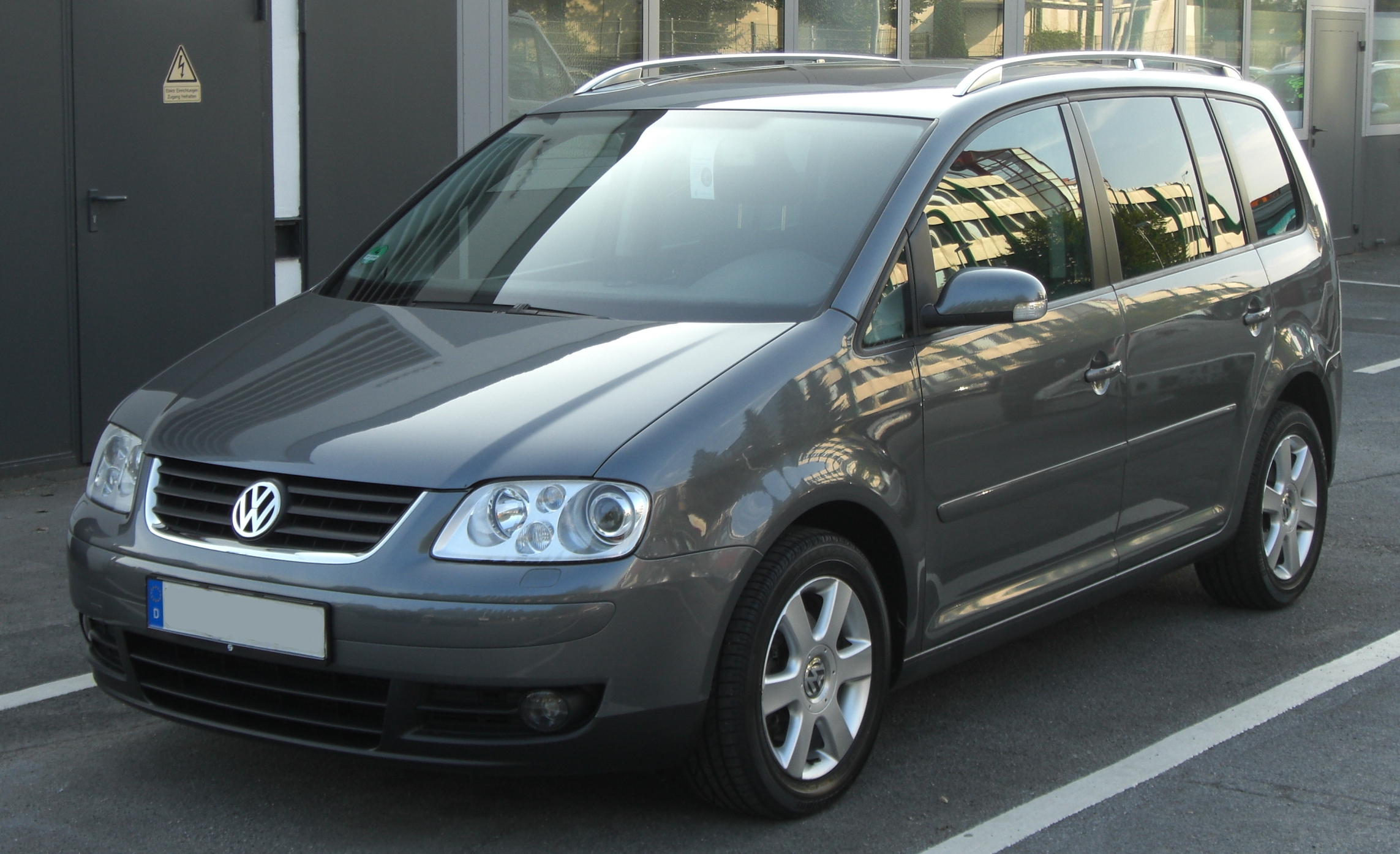
Volkswagen Touran I
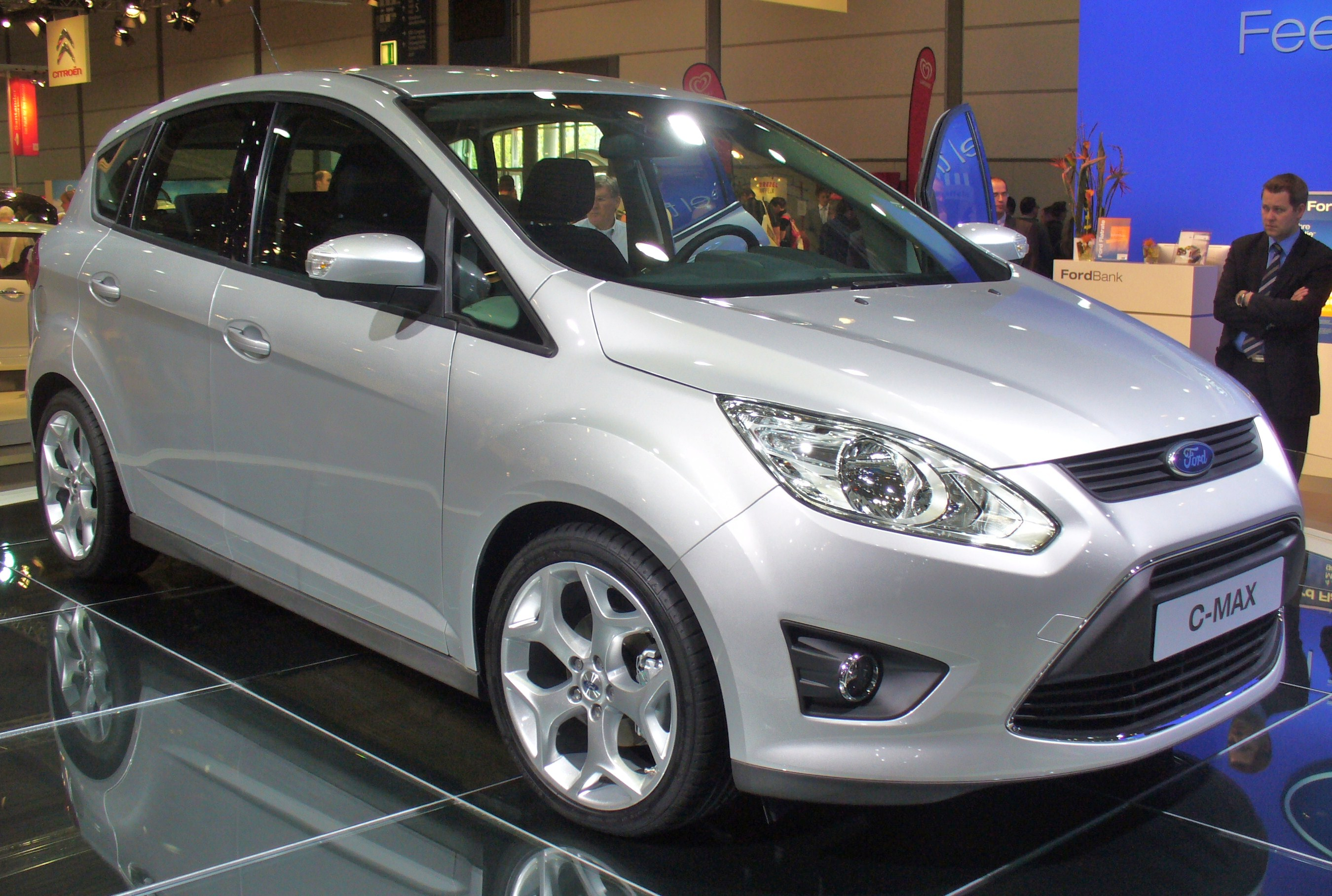
Ford C-Max II
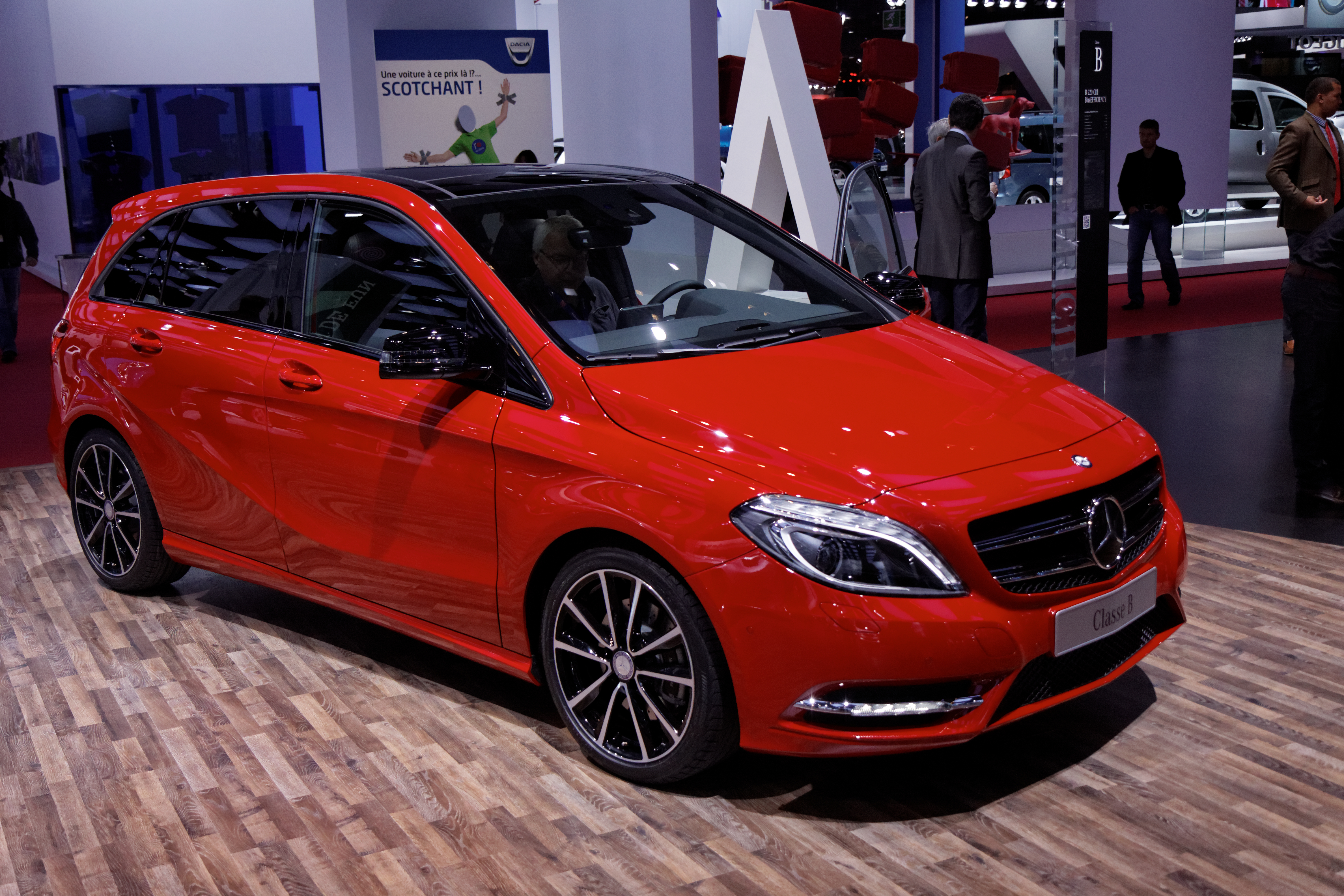
Mercedes-Benz Classe B W246
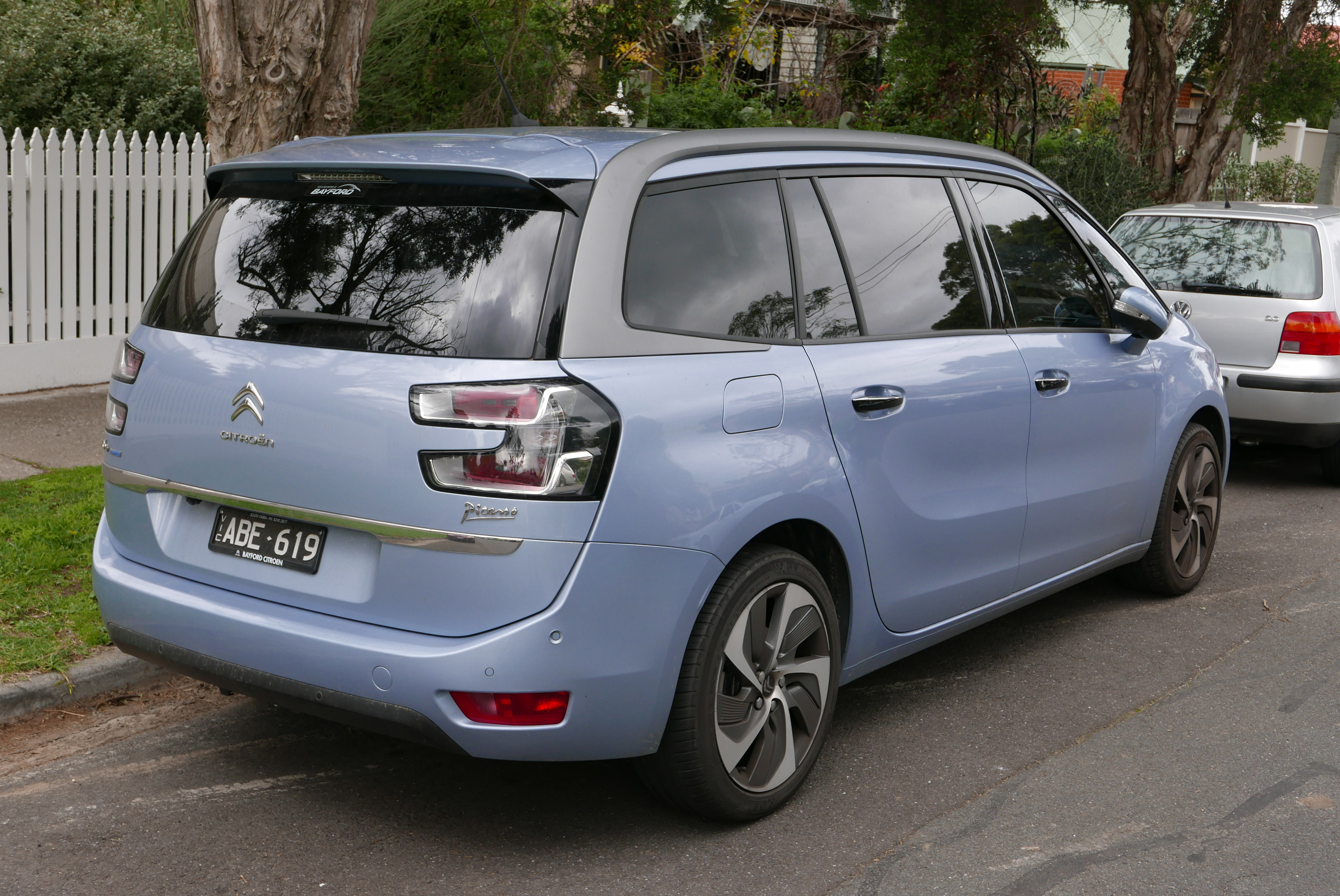
Citroën Grand C4 Picasso II

#### Versions longues
Les versions longues, permettant le transport de sept personnes avec bagages, ont une longueur généralement supérieure à 4,5 m. En Chine, ce type de monospace a souvent six places (deux à chaque rang).
- Baojun 360
- BYD Song Max
- Buick GL6
- Chevrolet Orlando
- Chery V5
- Citroën C4 Grand Picasso
- Dacia Lodgy
- Dongfeng Fengxing S500
- Dongfeng Succe
- Ford Grand C-Max
- Geely Jiaji / Maple 80V EV
- Haima 7X
- Honda Stream
- JAC Refine R3
- Kia Carens / Hyundai Entourage
- Kia Joice
- Mazda 5 / Ford i-Max
- Mitsubishi Space Wagon
- Nissan Lafesta
- Nissan Serena / Suzuki Landy
- Opel Zafira C
- Peugeot 5008
- Proton Exora
- Renault Grand Scénic
- Toyota Gaia
- Toyota Innova
- Toyota Isis
- Toyota Mark X Zio
- Toyota Noah
- Toyota Picnic
- Toyota Prius +
- Toyota Wish
- Wuling Jiachen

### Grands monospaces
- Buick GL8
- Buick Terraza / Chevrolet Uplander / Pontiac Montana SV6 / Saturn Relay
- BYD M6
- Chrysler Town & Country / Grand Voyager / Lancia Voyager/Plymouth Voyager
- Chrysler Pacifica II
- Citroën C8
- Citroën Evasion
- De La Chapelle Parcours
- Denza D9
- Dodge Caravan
- Dodge Journey / Fiat Freemont
- Dongfeng Fengxing Yacht
- Fiat Ulysse
- Ford Aerostar
- Ford Freestar / Mercury Monterey
- Ford Galaxy / Ford S-Max
- Ford Windstar
- Honda Elysion
- Honda Odyssey
- Hyundai Custo
- Hyundai Trajet
- JAC Refine RF8
- Kia Carnival /Kia Sedona
- Lancia Phedra
- Lancia Zeta
- Lifan Xuanlang
- Luxgen M7
- Maxus G10 / MG G10 / LDV G10
- Maxus G20 / Roewe iMAX8
- Maxus G50 / Maxus EG50 / EUNIQ 5
- Maxus G70 / Maxus Mifa 7
- Maxus G90 / Maxus Mifa 9
- Mazda Biante
- Mazda MPV
- Mercedes-Benz Classe R
- Mitsubishi Grandis
- Nissan Elgrand
- Nissan Presage
- Nissan Quest / Mercury Villager
- Opel Sintra / Vauxhall Sintra / Chevrolet Venture / Buick GL8 I / Oldsmobile Silhouette II / Pontiac Trans Sport II / Pontiac Montana I
- Oshan Cosmos
- Peugeot 806
- Peugeot 807
- Pontiac Trans Sport I  / Chevrolet Lumina APV / Oldsmobile Silhouette I
- Renault Espace
- Seat Alhambra
- Sinogold GM3
- SsangYong Rodius / Stavic / Turismo / Korando Turismo
- Toyota Alphard / Toyota Vellfire / Lexus LM
- Toyota Avensis Verso / Ipsum
- Toyota Previa
- Toyota Sienna
- Trumpchi M8 / GM8
- Volkswagen Routan
- Volkswagen Sharan
- Volkswagen Viloran
- Volvo EM90
- Voyah Dreamer
- XPeng X9
- Yema Spica
- Zeekr 009

Quelques grands monospaces
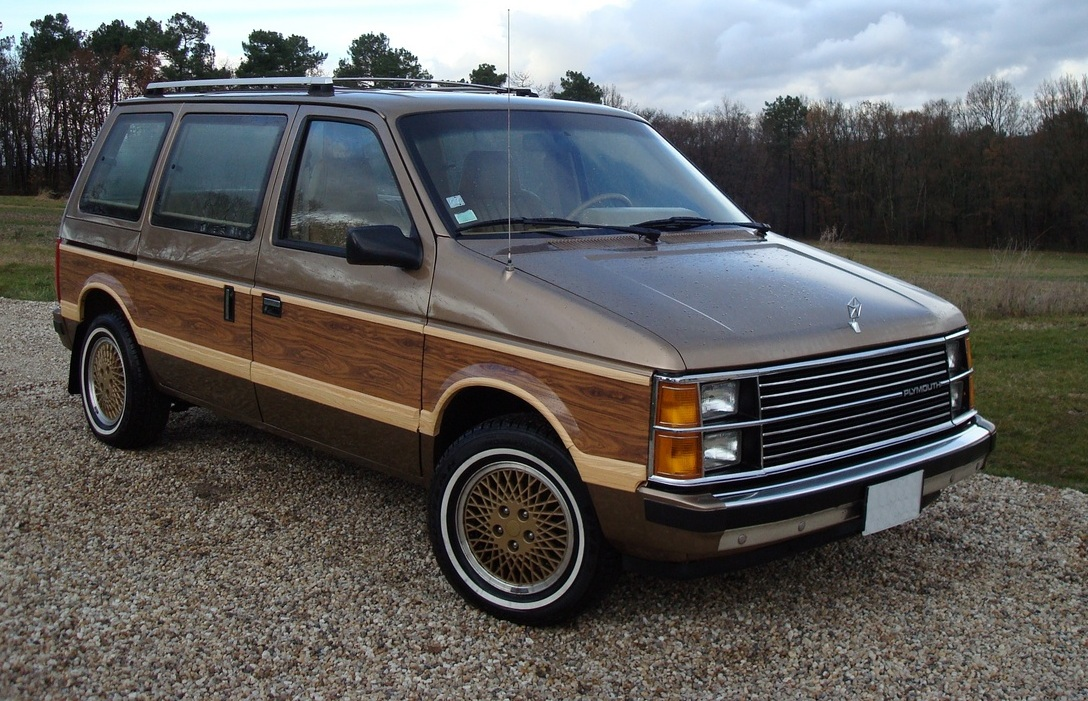
Plymouth Voyager I.
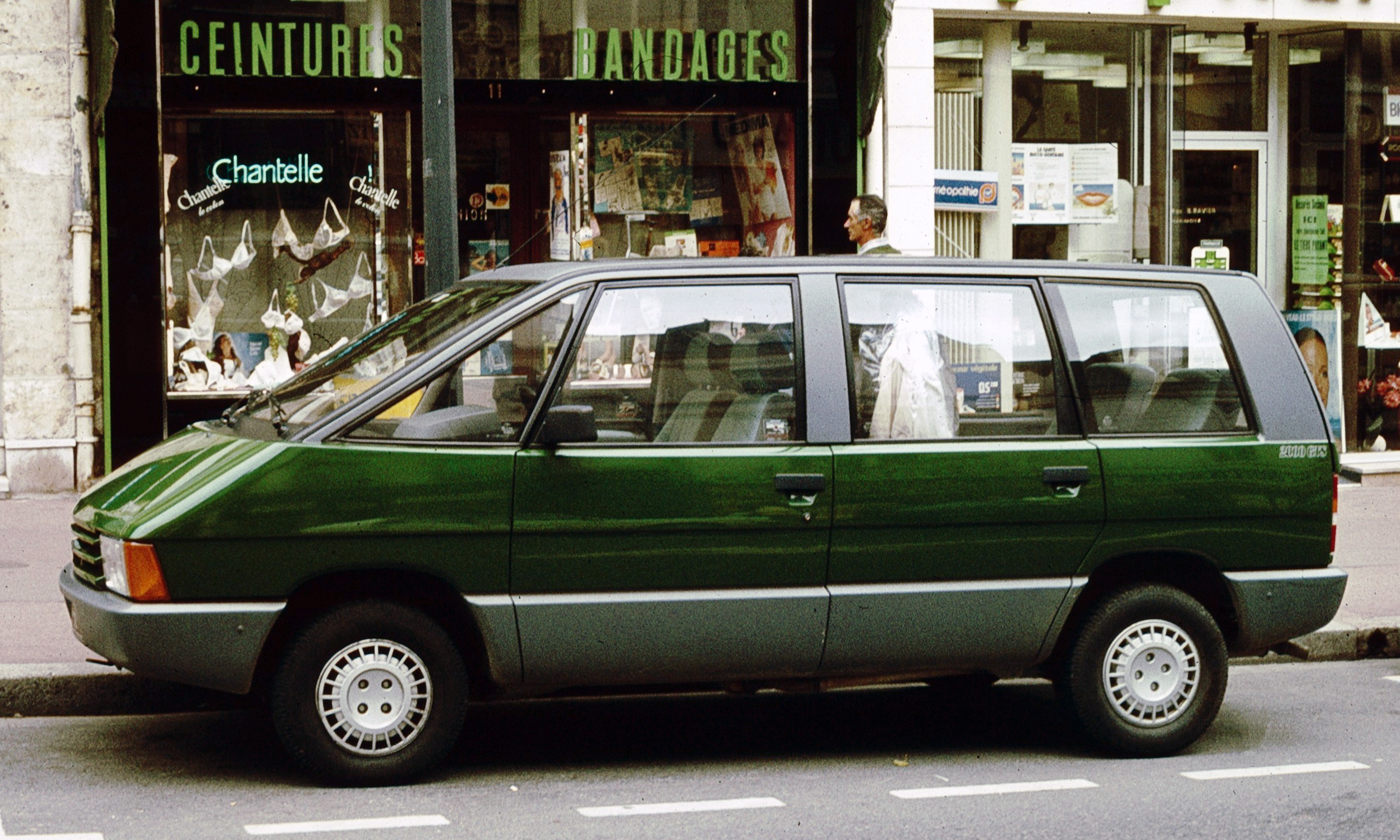
Renault Espace I.
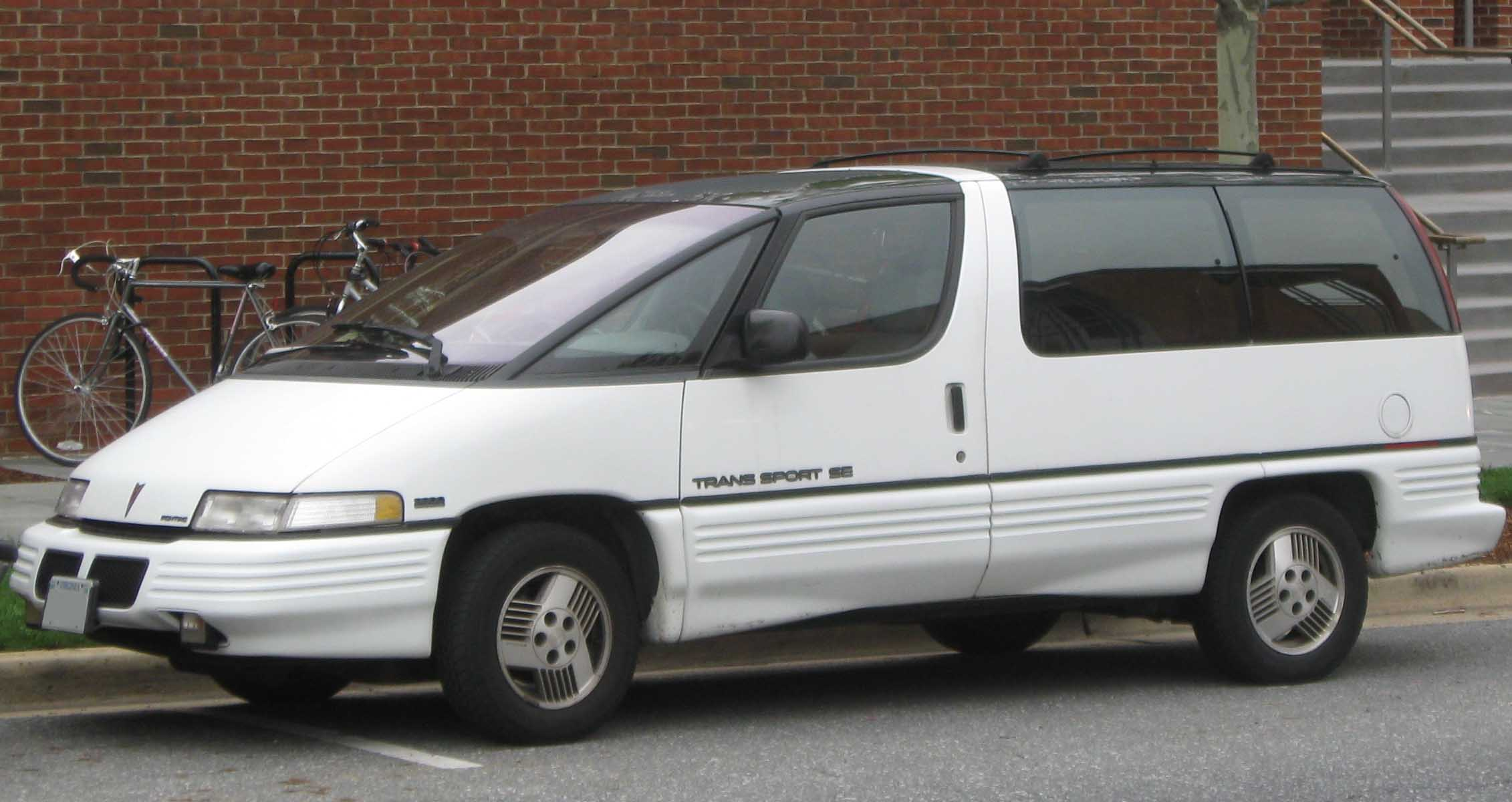
Pontiac Trans Sport I.
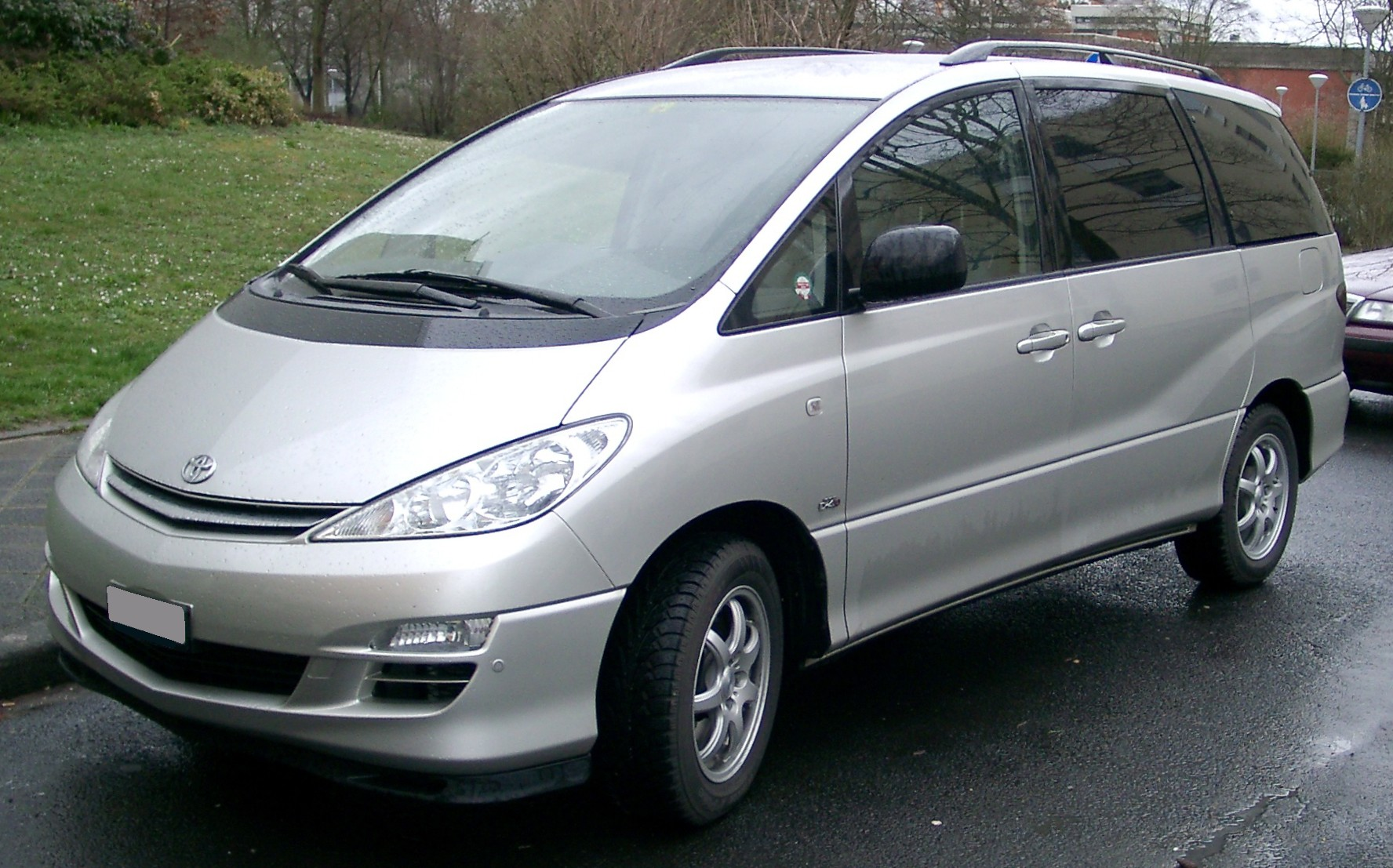
Toyota Previa II.
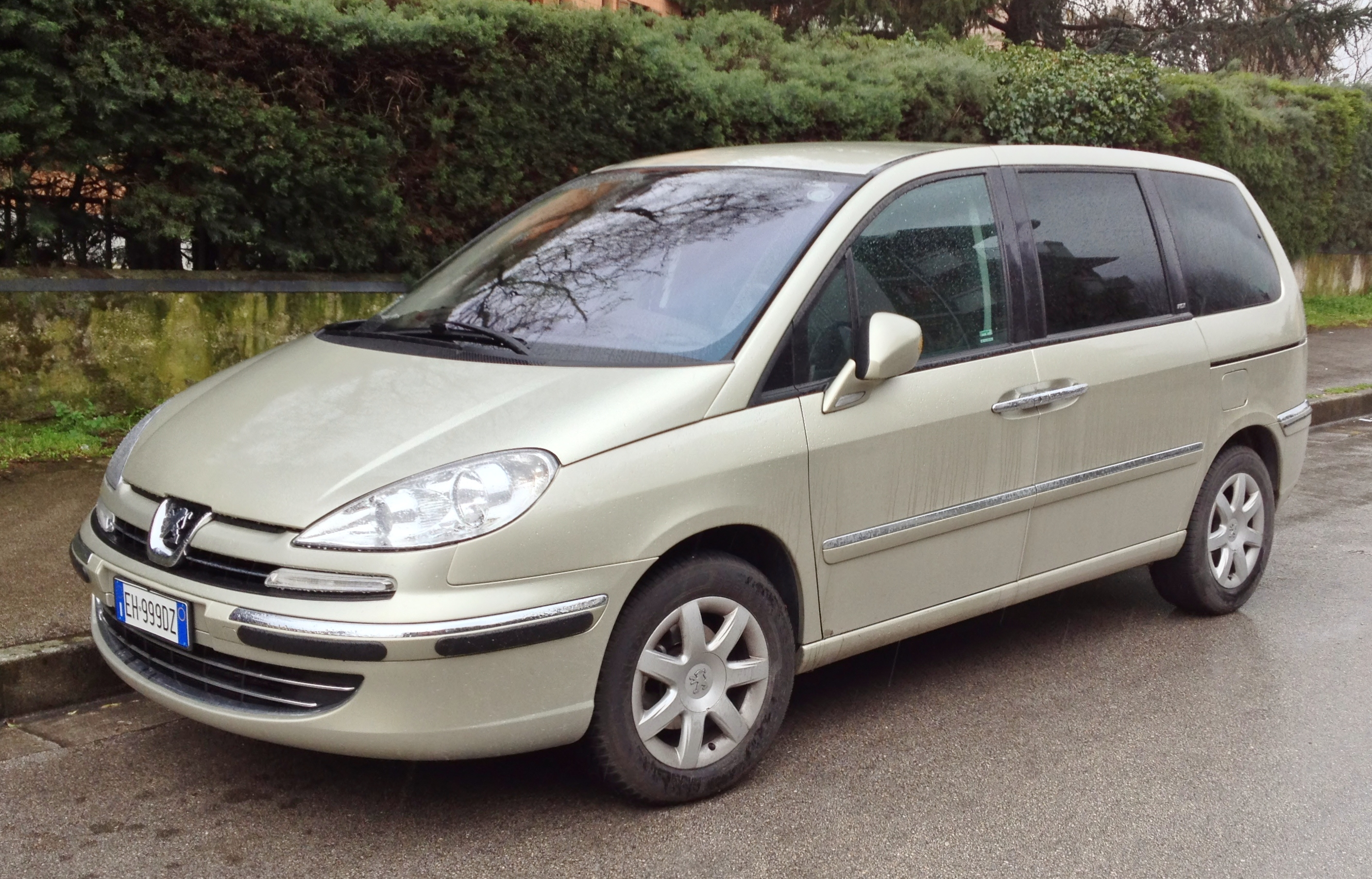
Peugeot 807.
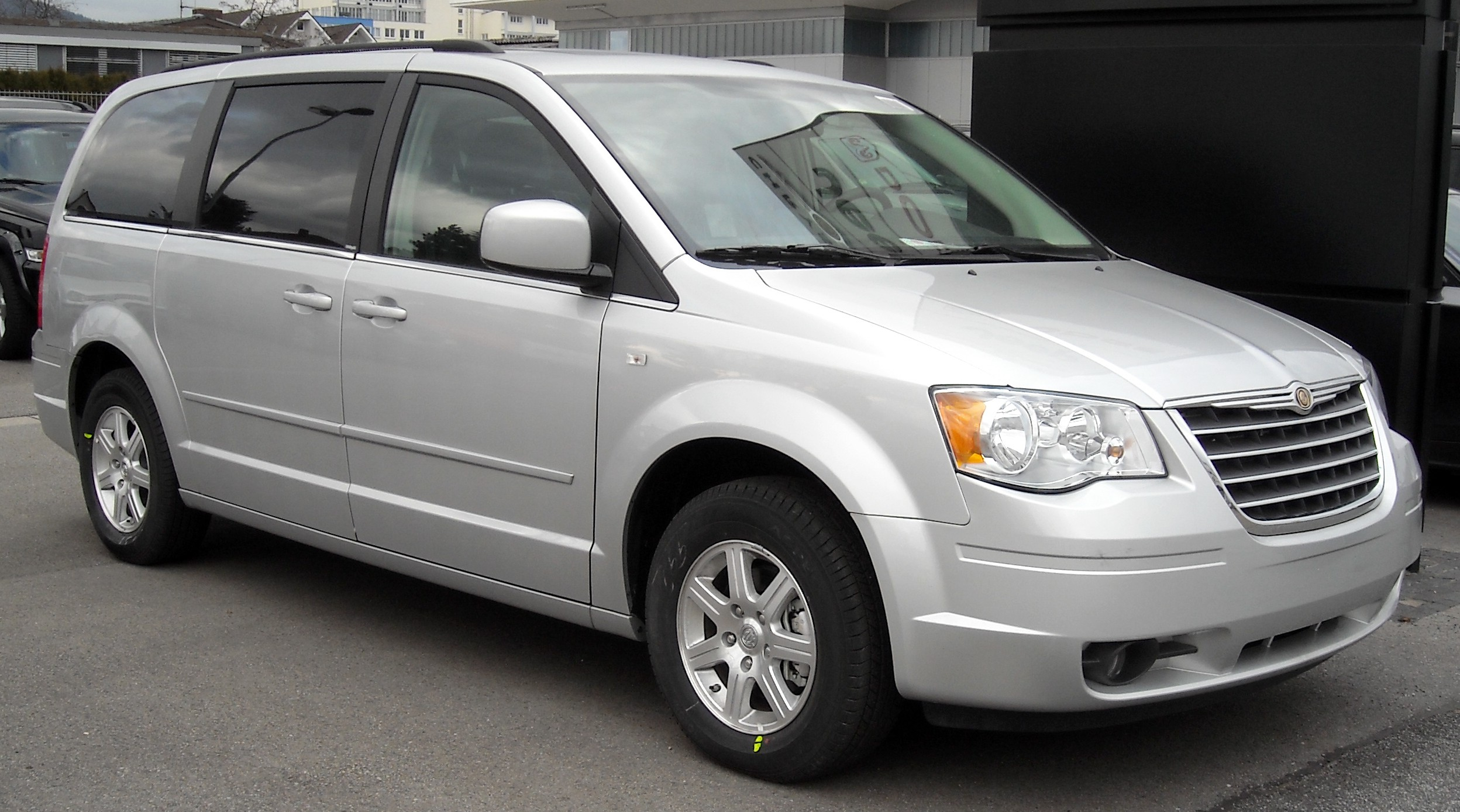
Chrysler Grand Voyager IV.
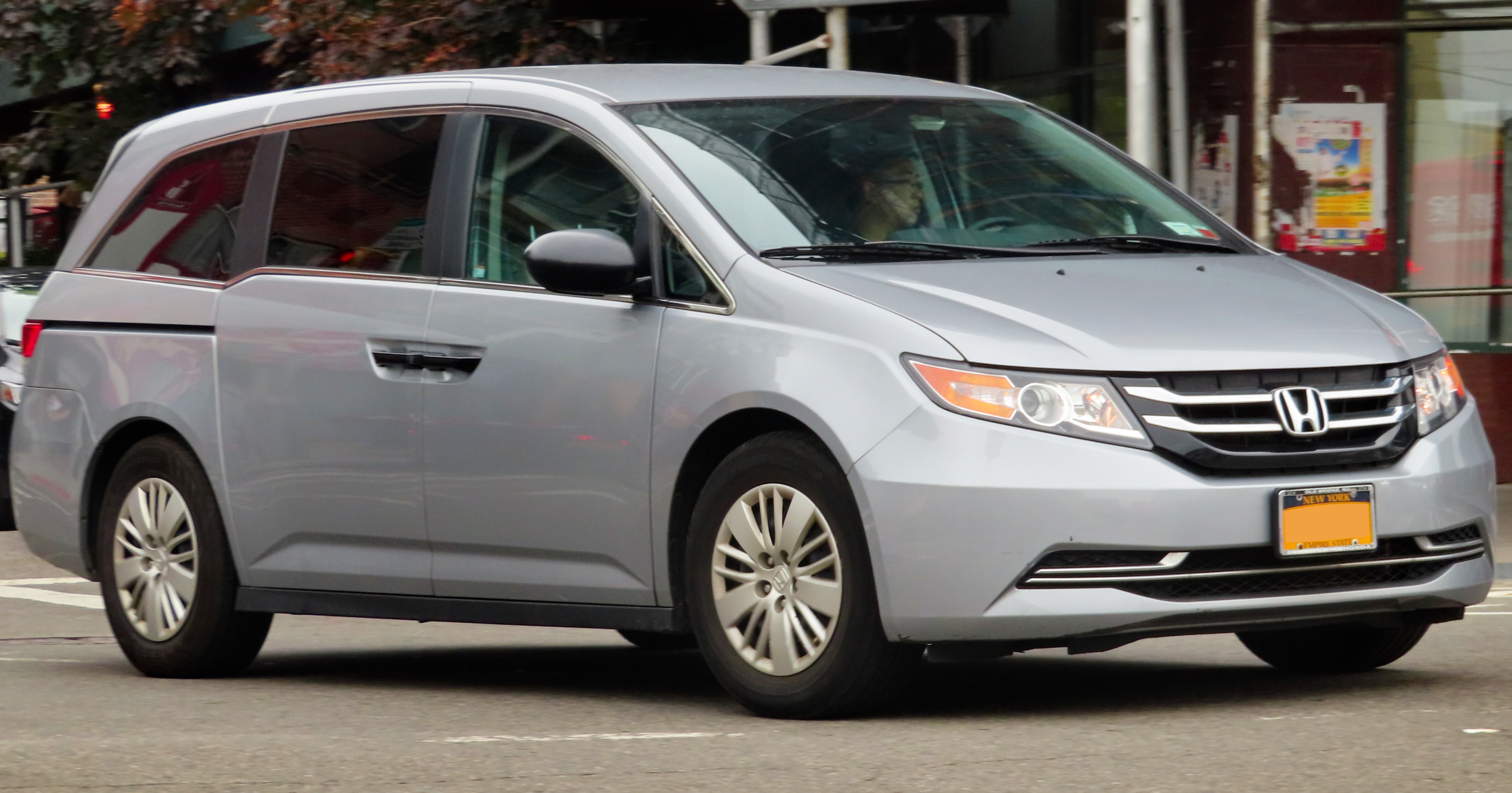
Honda Odyssey IV.
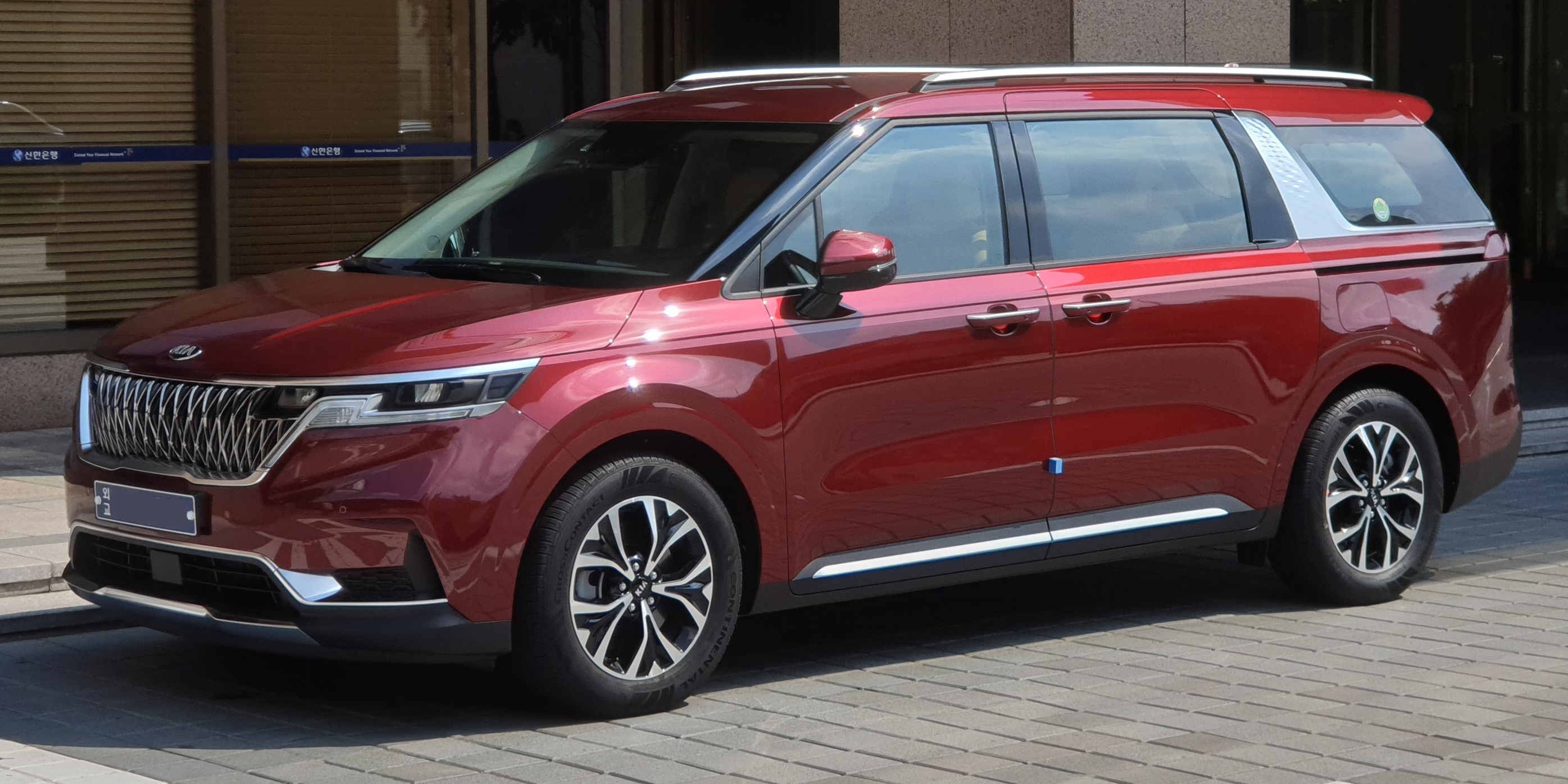
Kia Carnival IV.